# ANU - Museo del Pueblo Judío

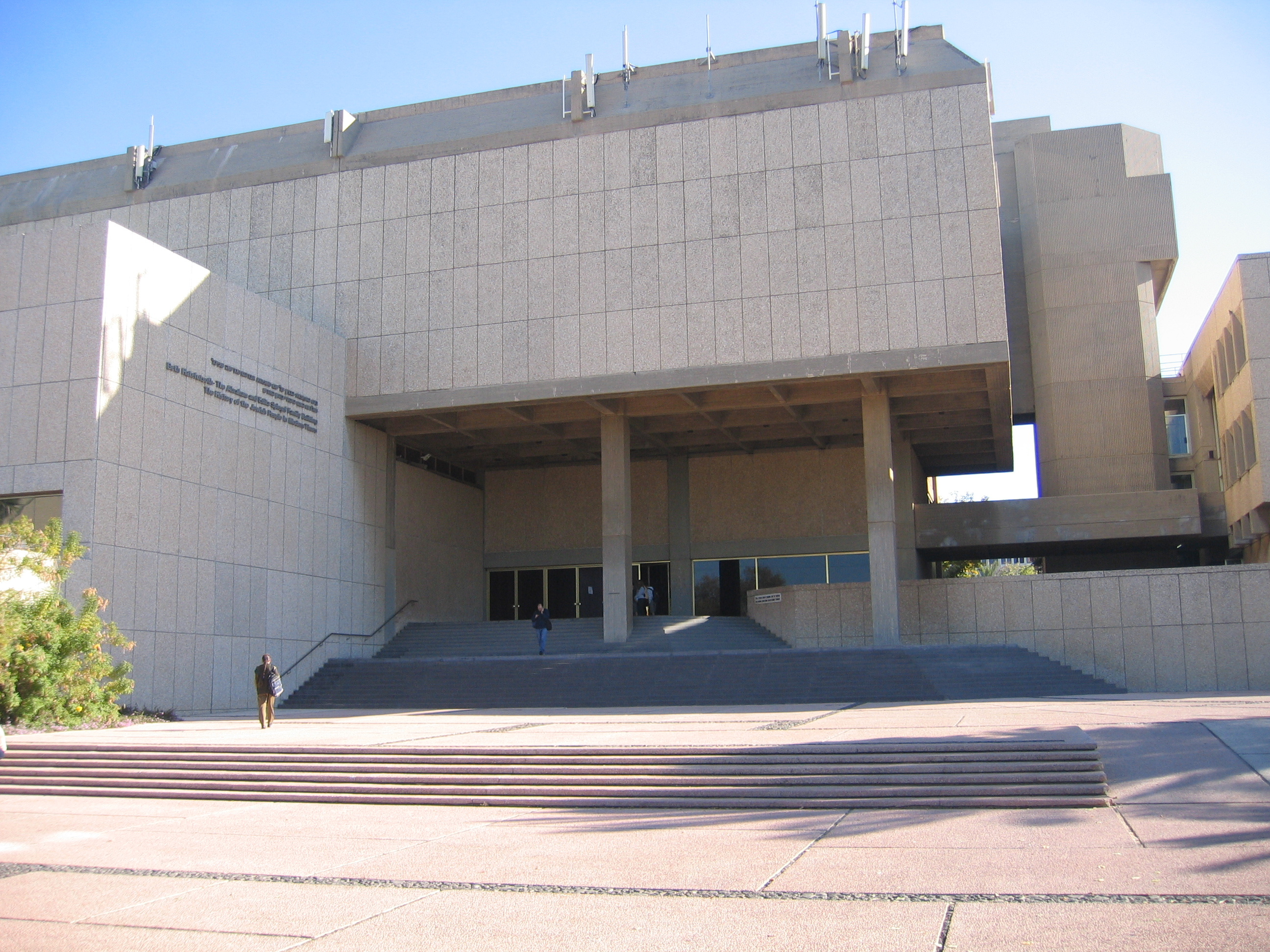
Universidad de Tel Aviv: Beit Hatfutsot

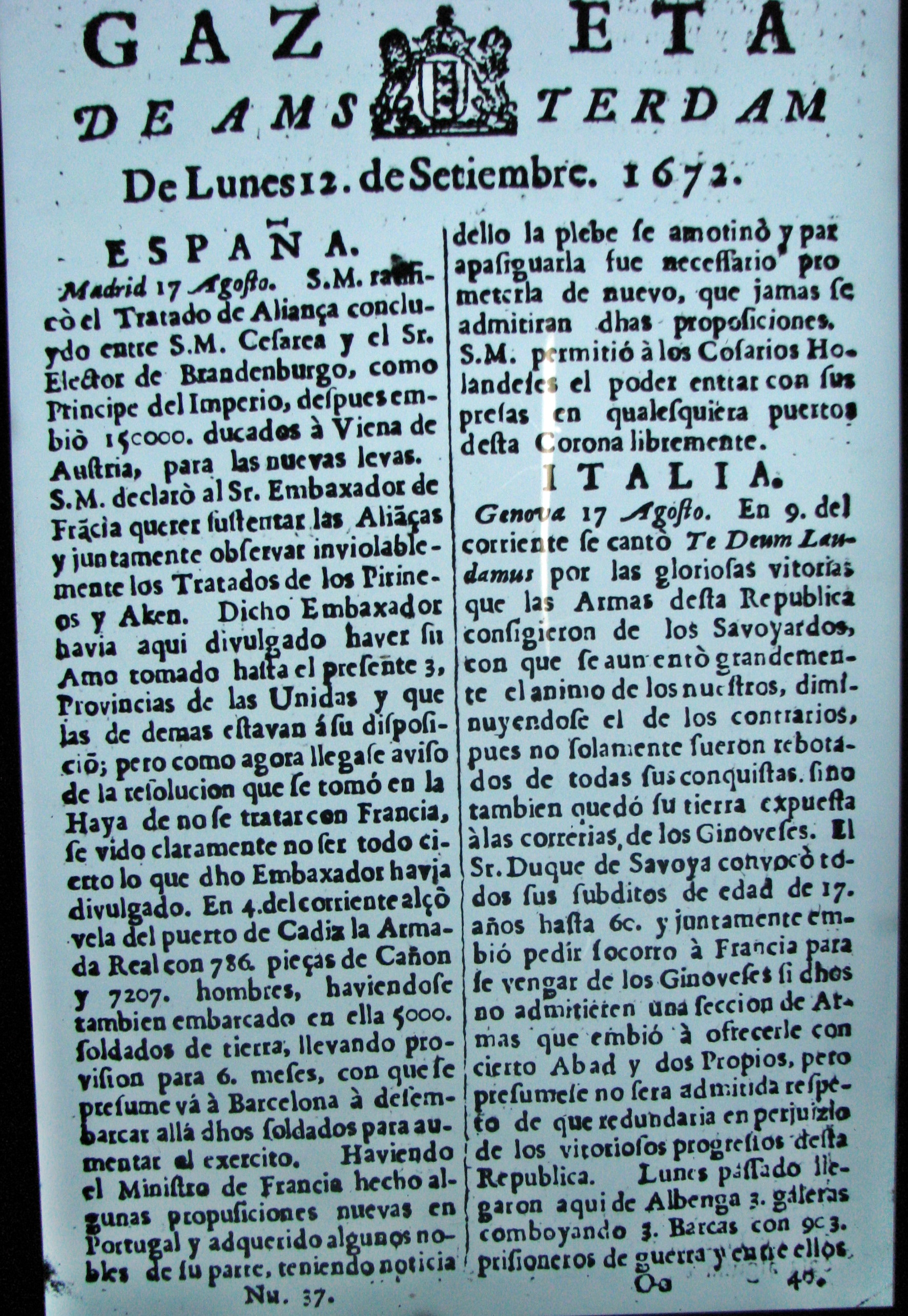
Gazeta de Ámsterdam, Holanda, 12 de septiembre de 1672. Los hebreos de Ámsterdam imprimían un periódico que muestra, en primera plana, el interés de la comunidad judía por lo que sucedía en ese entonces en Madrid y leían además las noticias en español, después de 180 años de haber sido expulsados de España (1492).

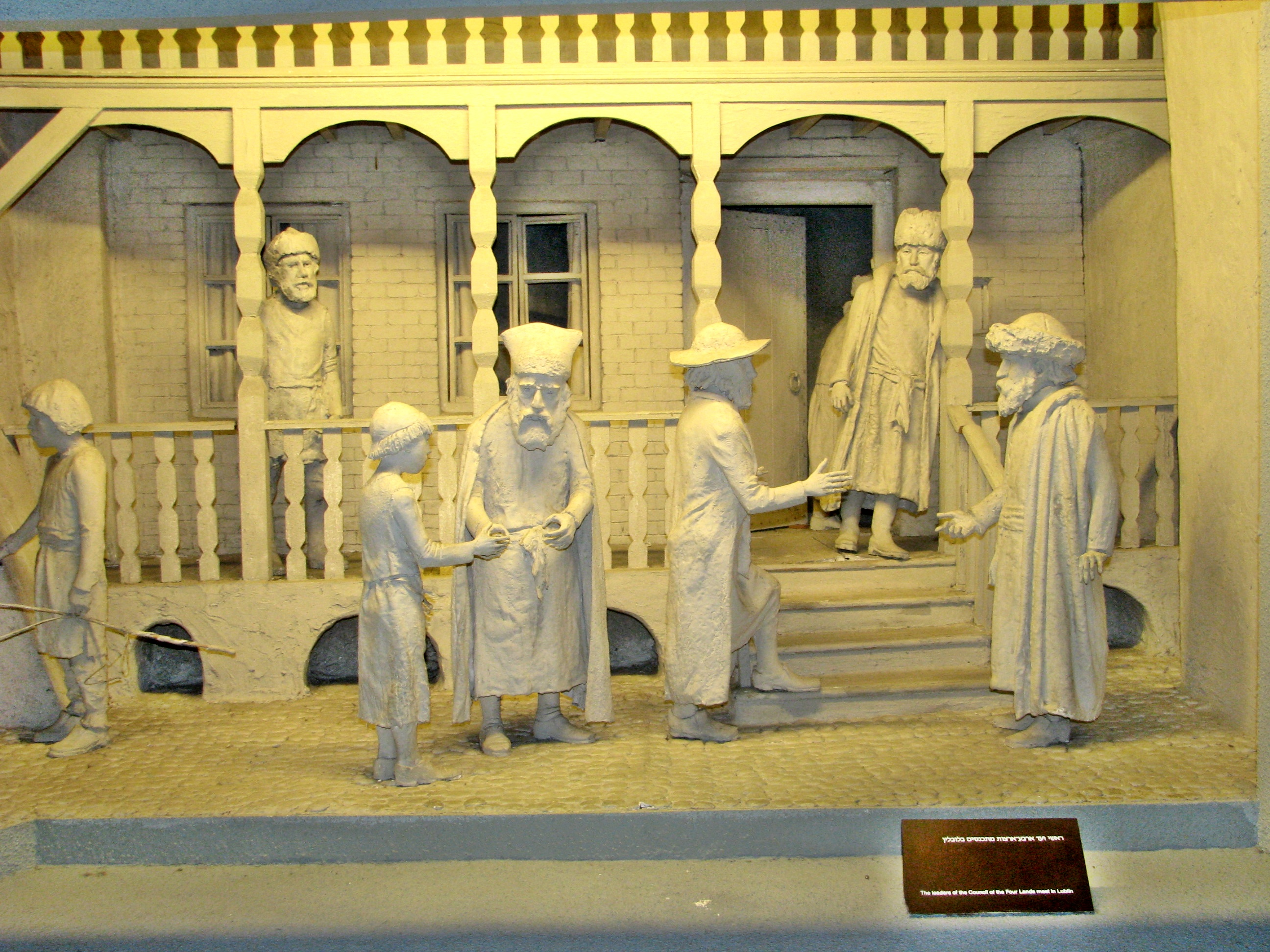
Diorama recreando la vida comunitaria judía en Lublin, 1624. Citado por el museo: "Un rabino cuya comunidad no disiente con él no es verdaderamente un rabino, y un rabino que le teme a su comunidad no es verdaderamente un hombre".

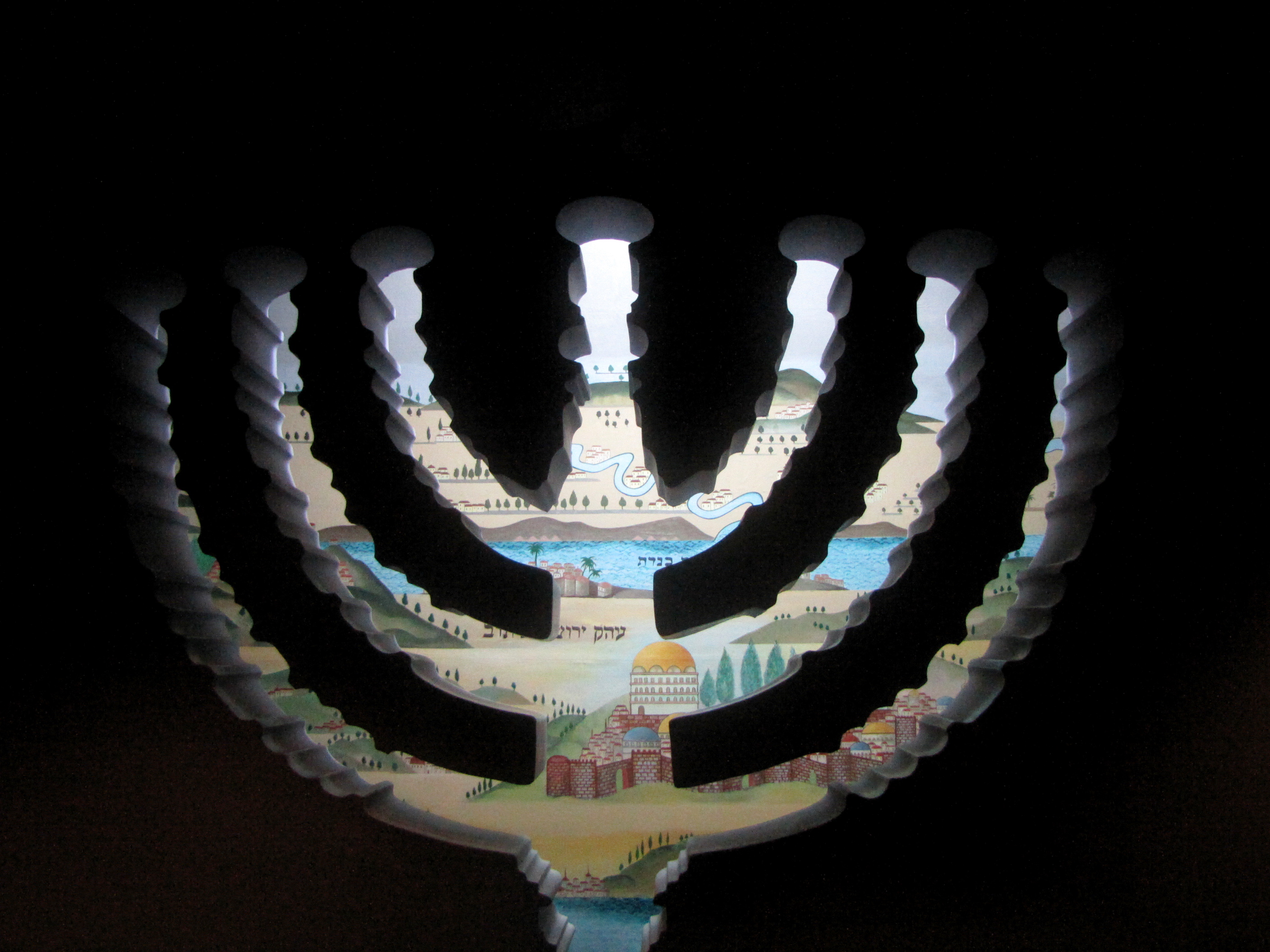
Menorá a través de la cual se percibe la Tierra Santa.

El Museo Nahum Goldmann de la Diáspora Judía o Beit Hatfutsot (בית התפוצות, «Casa de las Diásporas» en hebreo) es un museo de historia y antropología dedicado a las comunidades judías dispersas por el mundo y su continuidad identitaria desde hace 2000 años. 
El museo fue creado en 1978 y se halla en el campus de la Universidad de Tel Aviv. Posee una exposición permanente, algunas que son temporarias, un centro educativo y otro dedicado a estudiar el folklore judío.
Beit Hatfutsot es también un centro de documentación y preservación de la memoria de las comunidades, familias e individuos judíos que fueron asesinados o perecieron en incidentes o atentados; documenta también la historia, las diferentes genealogías, la vida y la creatividad judía en la Diáspora.
El museo genera actividades que incentivan la identificación y reflexión acerca de la identidad judía, dando lugar además al reencuentro con las posibles raíces judías de cada visitante o participante seminarista.

## Historia, designación, estructura y objetivos
Propuesto en Estocolmo en 1959 por el Dr. Nahum Goldmann, fundador y presidente del Congreso Mundial Judío, como un monumento para la Díaspora judía (pasada y presente), el museo fue inaugurado el 15 de mayo de 1978, y fue en ese entonces considerado ser uno de los museos más innovadores del mundo (por su concepción, diseño y tecnología).
Conocido durante casi treinta años como Museo de la Diáspora Judía, dicha institución universitaria ha cambiado su nombre en 2005 por el de Museo del Pueblo Judío (o "Centro Nacional para las Comunidades Judías en Israel y en el Mundo"), pero sigue documentando las vicisitudes del pueblo judío entre las naciones, así como su religión y cultura, e incluso el retorno [de parte del mismo] a Sion y el renacimiento y despliegue del idioma hebreo (como lengua viva, hablada y de uso cotidiano).
Según Avinoam Armoni, al ser fundado en 1978, el concepto era que el museo reflejase la historia de la Diáspora judía, comenzando por la romana destrucción del Templo y hasta culminar con el regreso a Sion, entonces entendido como "el último capítulo de la historia de la Diáspora". Pero, agrega, hoy la vida en la Diáspora continúa y sigue prosperando, por lo que comprendemos que un nuevo enfoque del tema es ciertamente necesario.
Un presupuesto de 25 millones de dólares ha sido reunido para remodelar el museo por completo, tanto en su estructura como en concepto rector del mismo. El nuevo museo comenzará con la historia de Abraham y Sara, para continuar hasta el día de hoy. Se busca lograr un museo no solo didáctico sino además interactivo, uno fundamentalmente basado en la exploración y el descubrimiento de quienes lo visiten.
El nuevo enfoque museológico incorpora la participación de los niños, quienes aprenden la historia del pueblo judío (que les narrada por sus familiares o bien acompañantes quienes se apoyan en los items en exhibición). Los infantes participan también en actividades experimentales y juegos interactivos que involucran el uso del alfabeto hebreo como herramienta educativa. "La lengua hebrea es forjadora y representativa de la cultura del pueblo de Israel", afirma una de las curadoras del museo. El ala nueva del museo se conoce como "Museo de los Niños, Tel Aviv".
En su concepción original, el museo presentaba la historia de la Diáspora judía enfatizando casi en exclusividad sus aspectos dramáticos; empleaba medios audiovisuales de avanzada y estaba a su vez organizado a partir de tres objetivos formulados por el héroe de la resistencia judía durante el Holocausto, poeta Abba Kovner. Los objetivos de Kovner eran: "recordar el pasado, vivir el presente, asegurar el futuro". Con todo, la exposición permanente del museo presentaba una visión un tanto maniqueísta y organizada en torno a seis rígidas secciones temáticas: Familia judía, Comunidades judías, La fe judía, Cultura, Entre las naciones, y Retorno a Sion; a éstas se agregaba una sección especial, Rollos de Fuego, dedicada al martirologio judío de todos los tiempos, presidido por una escultura denominada la Columna de la Memoria. Hacia 2008, las mencionadas secciones incluían también un gran espacio denominado Cronósfera, donde una batería de 35 proyectores genera un audiovisual cronológico que funciona como marco de referencia a las demás exposiciones; el audiovisual se titula Historia del Pueblo Judío.
En 2011, el gobierno israelí aprobó un presupuesto adicional apoyando el plan para expandir y desarrollar el museo a partir de concepciones y tecnologías propias del siglo XXI, y con el objetivo de comunicar "la fascinante historia del pueblo judío, incluyendo su cultura, arte y contribución a la humanidad como conjunto".
La concepción del nuevo museo incluye la contribución de las comunidades de la Diáspora judía pero sin excluir su lado luminoso ni tampoco los momentos de felicidad compartidos por los judíos con las demás comunidades del mundo. La apertura del nuevo museo está prevista para 2016.

## Museo de la Diáspora Judía: Exposición Permanente
Se trata de "una historia de miles de años, siempre nueva". La exposición permanente de Beit Hatfutsot relata la historia de la continuidad del pueblo judío a través de los tiempos. Murales, dioramas, maquetas, reconstrucciones y réplicas, música, proyecciones audiovisuales, películas documentales y presentaciones multimedia aspiran cubrir el panorama del pueblo judío, disperso por los cuatro rincones del mundo, partiendo desde la destrucción del segundo Templo de Jerusalén.

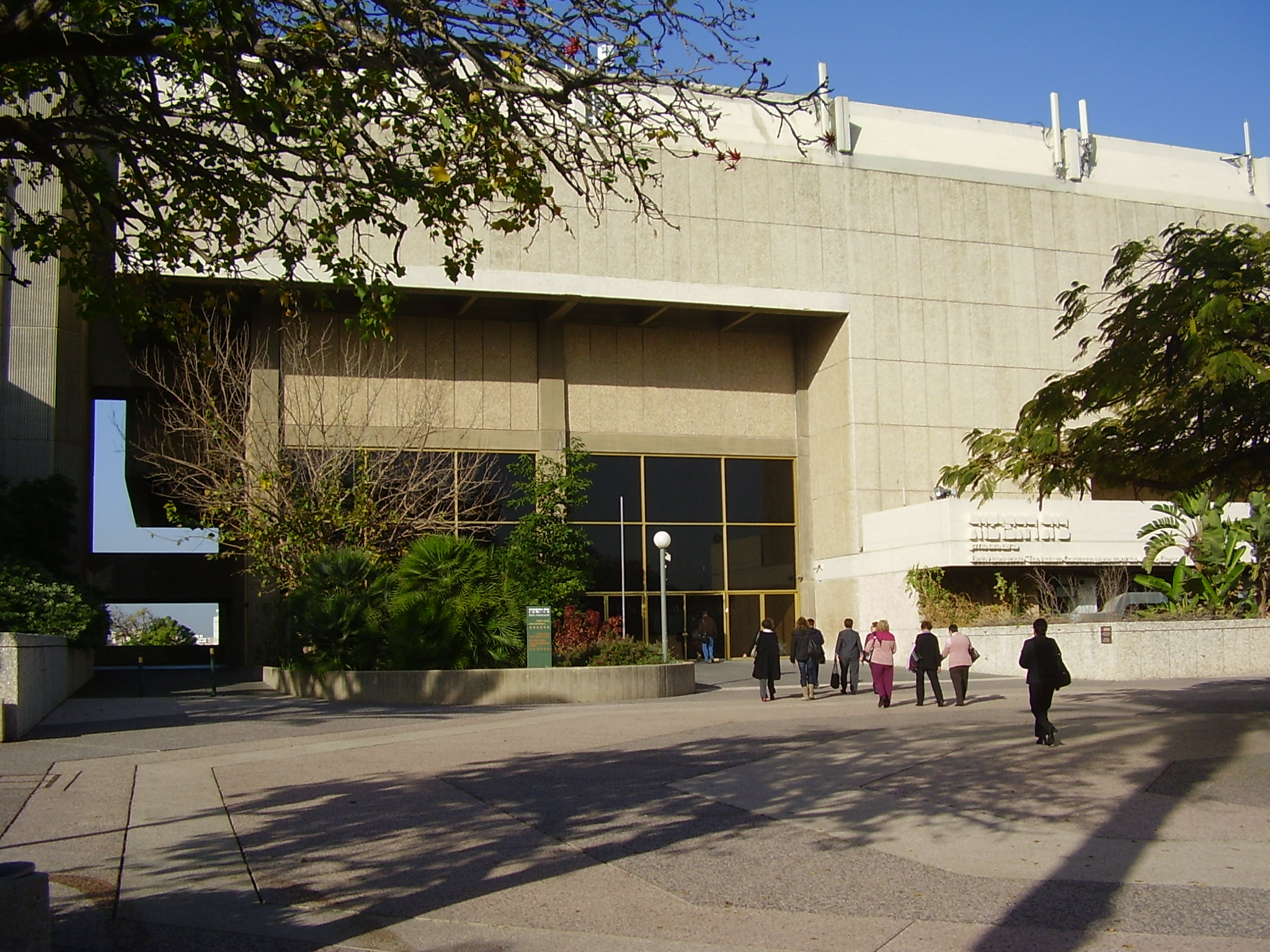
Edificio del Museo de la Diáspora Judía
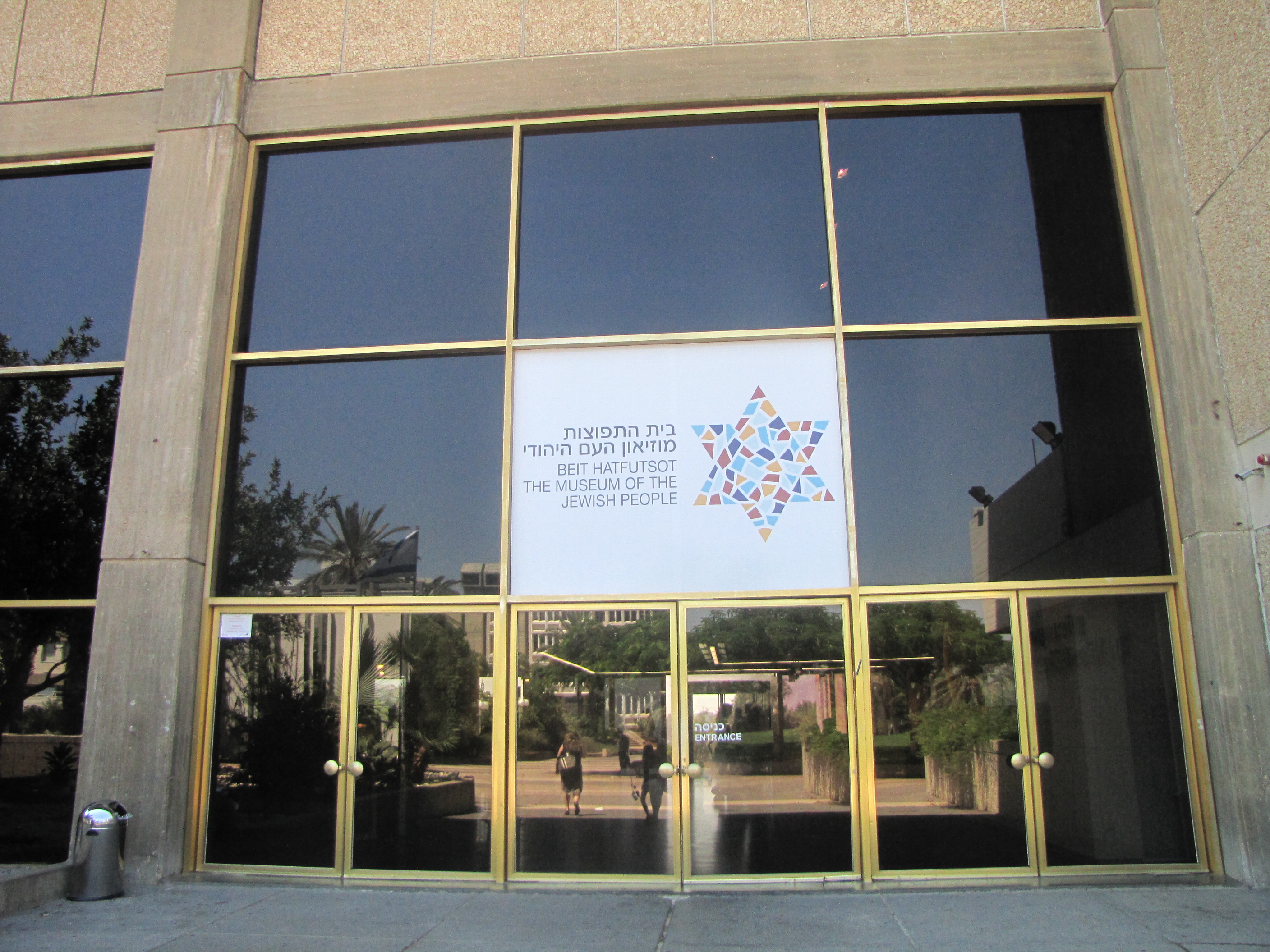
Acceso al Museo, con logo que parece un mosaico en forma de Estrella de David
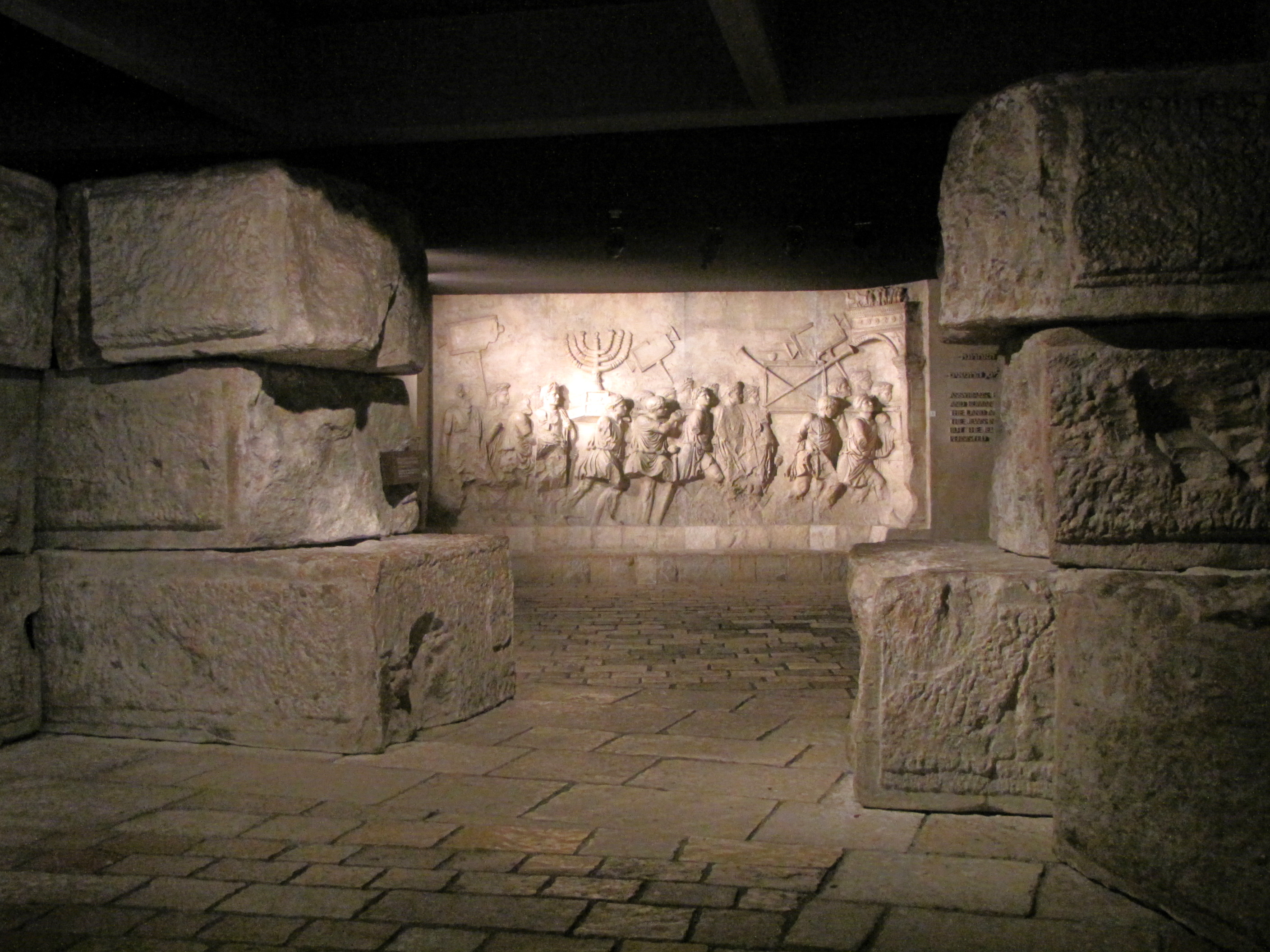
Dramático inicio de la exposición.
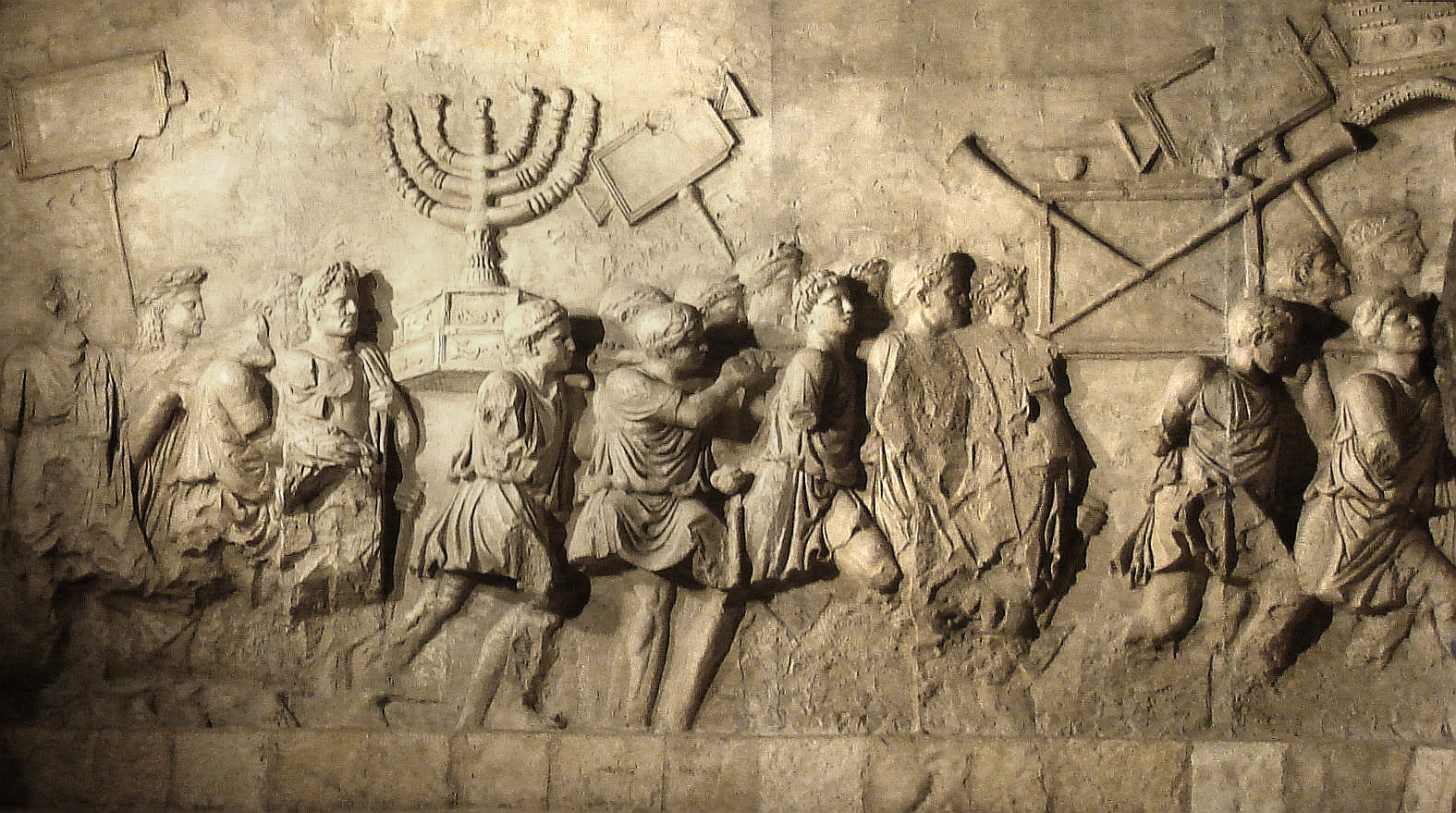
Expolios de Jerusalén. Réplica de relieve romano, siglo I E.C. (original en Arco de Tito, Roma).
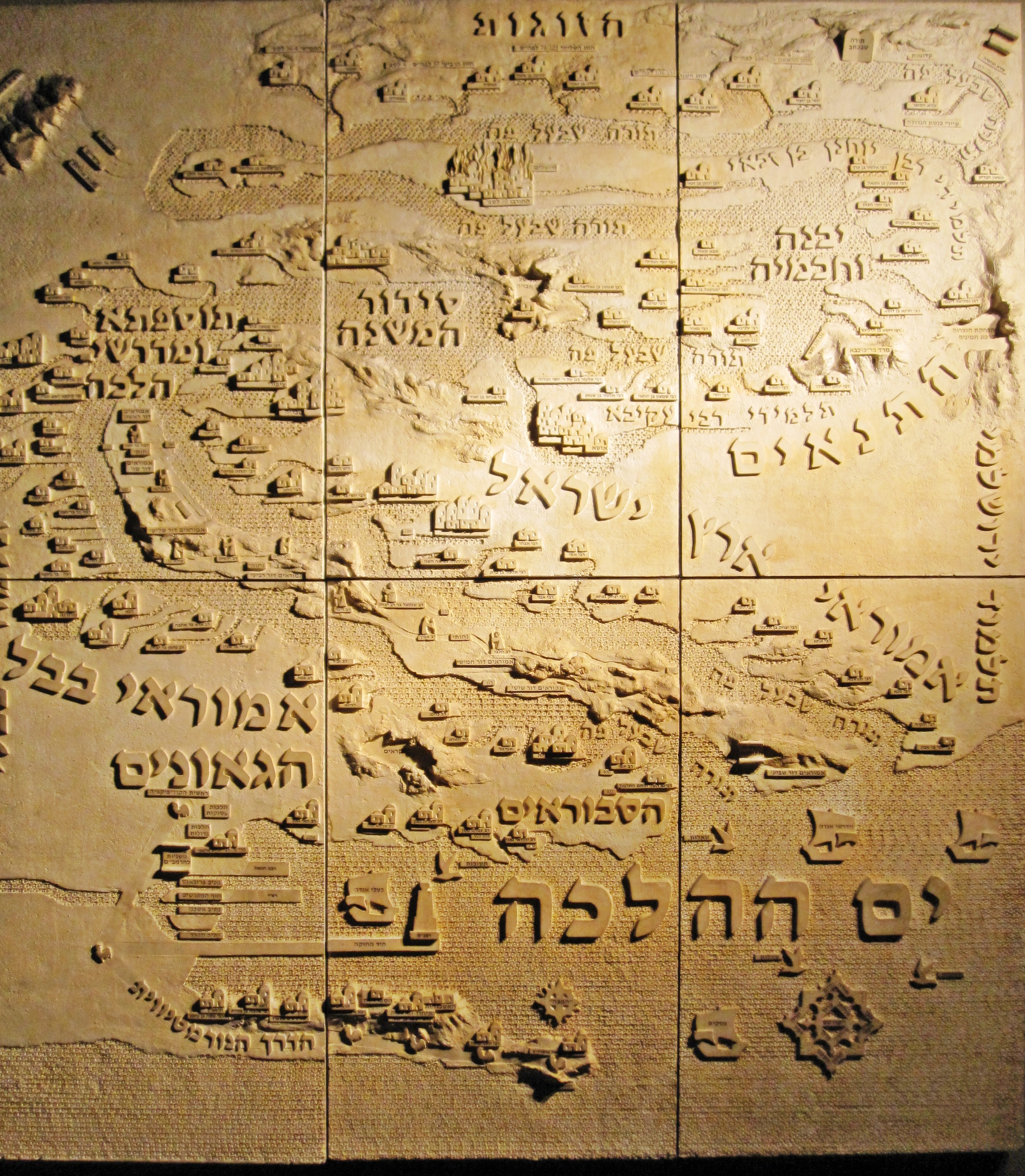
Relieve con "mapa" de la tradición oral del pueblo judío: desarrollo en forma de río.
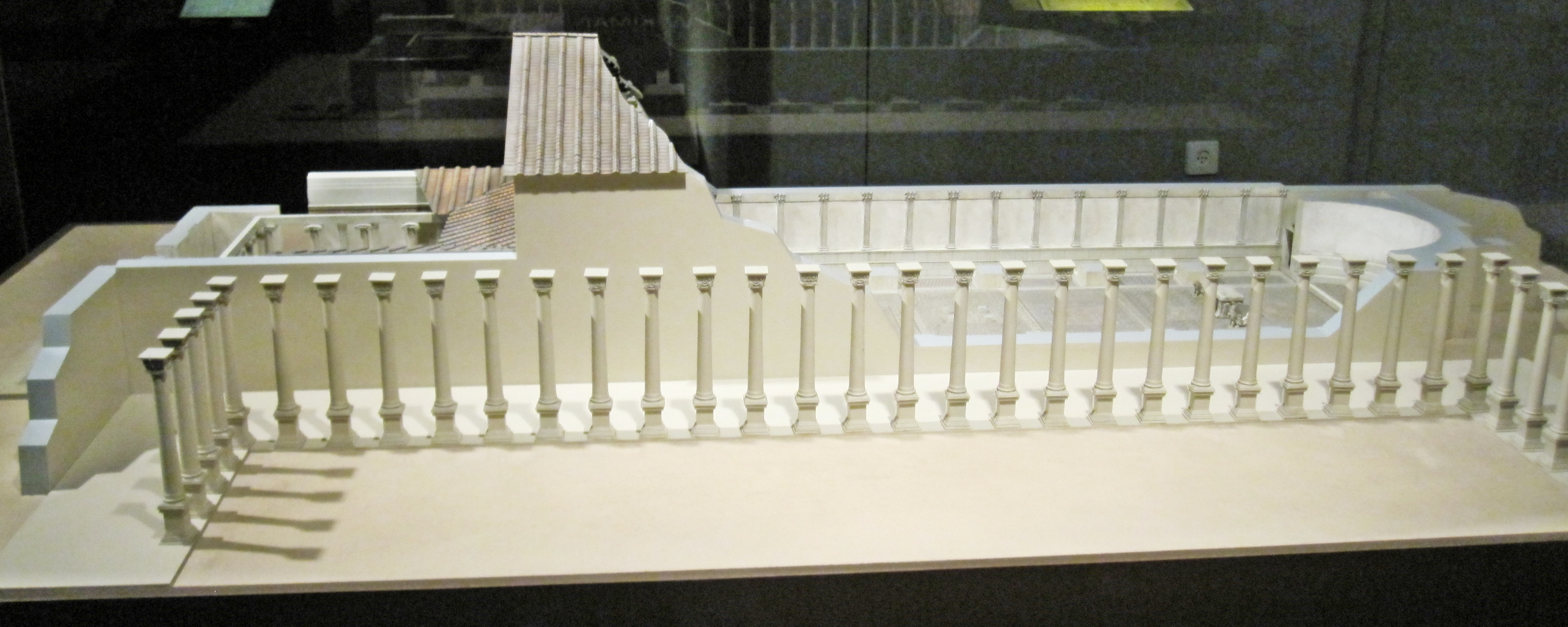
Sinagoga de Sardis, Turquía, siglo III E.C.
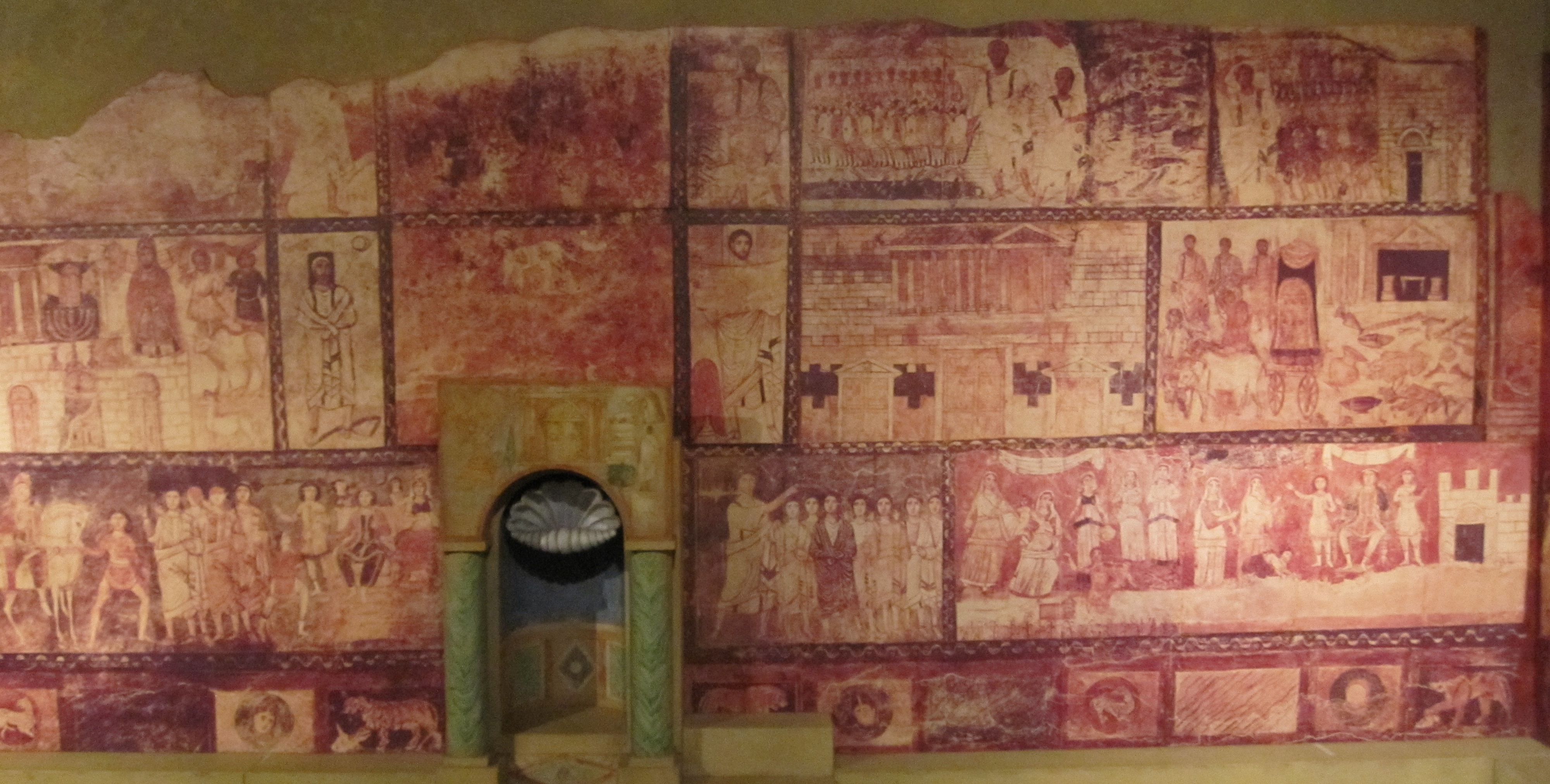
Sinagoga Dura Europos, 244 E.C. Réplica de frescos originales antiguo-tardíos preservados en Siria
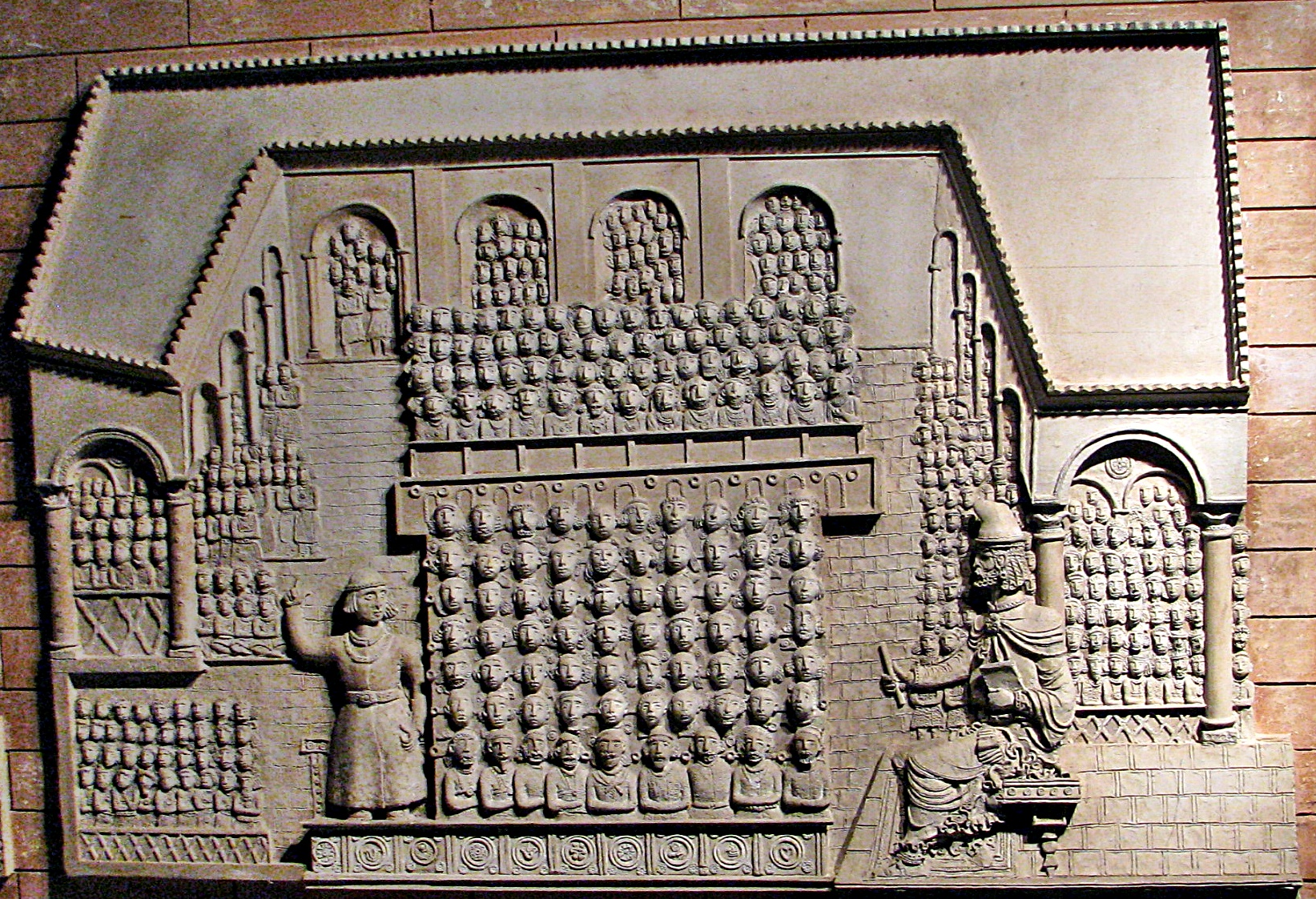
El rabino Ashi enseñando en la Academia Talmúdica de Sura, Babilonia, siglo IV
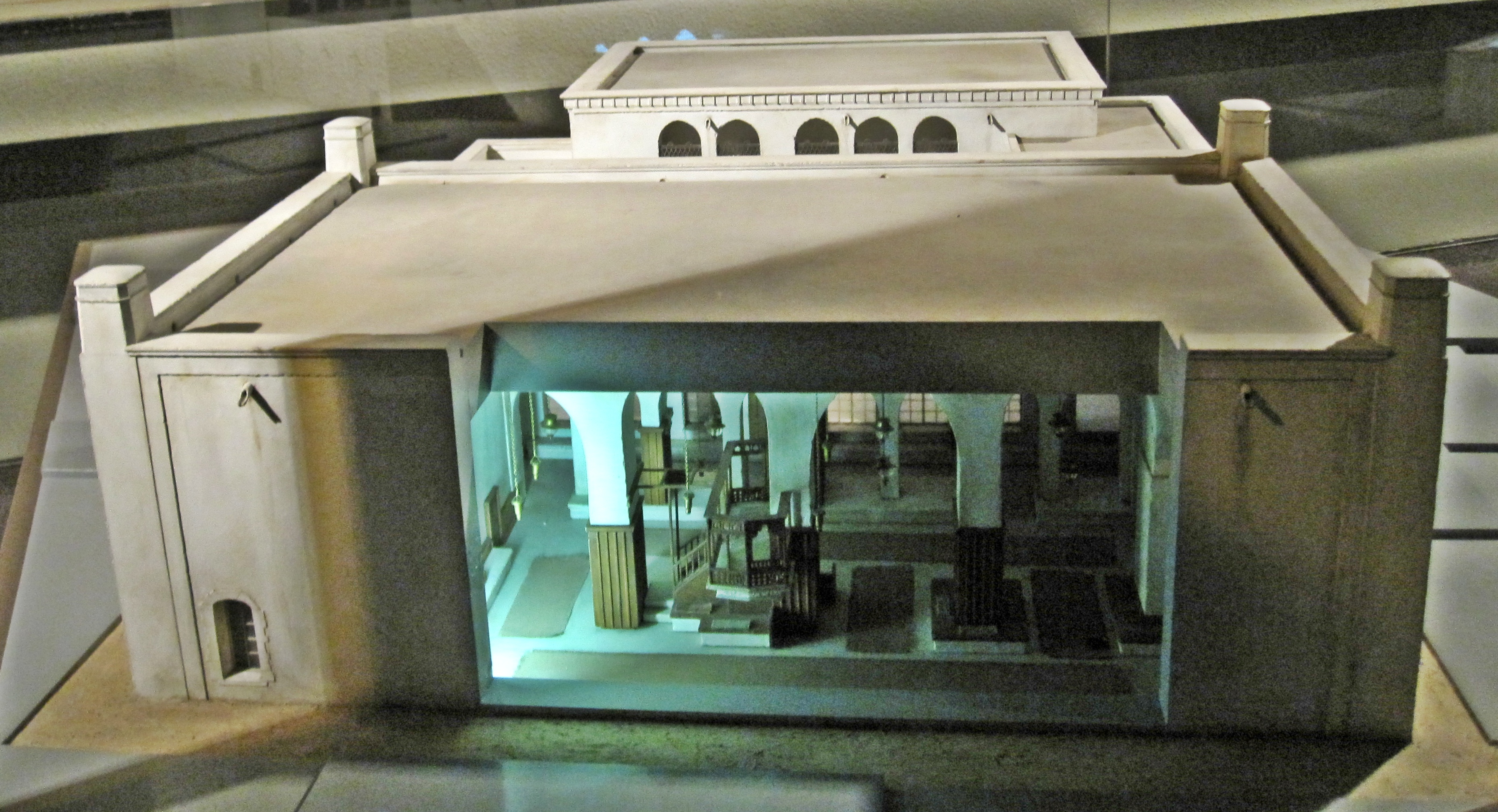
Sinagoga Central de Alepo (Al-Bandara), Siria, siglo V E.C.; reconstruida en 1418.
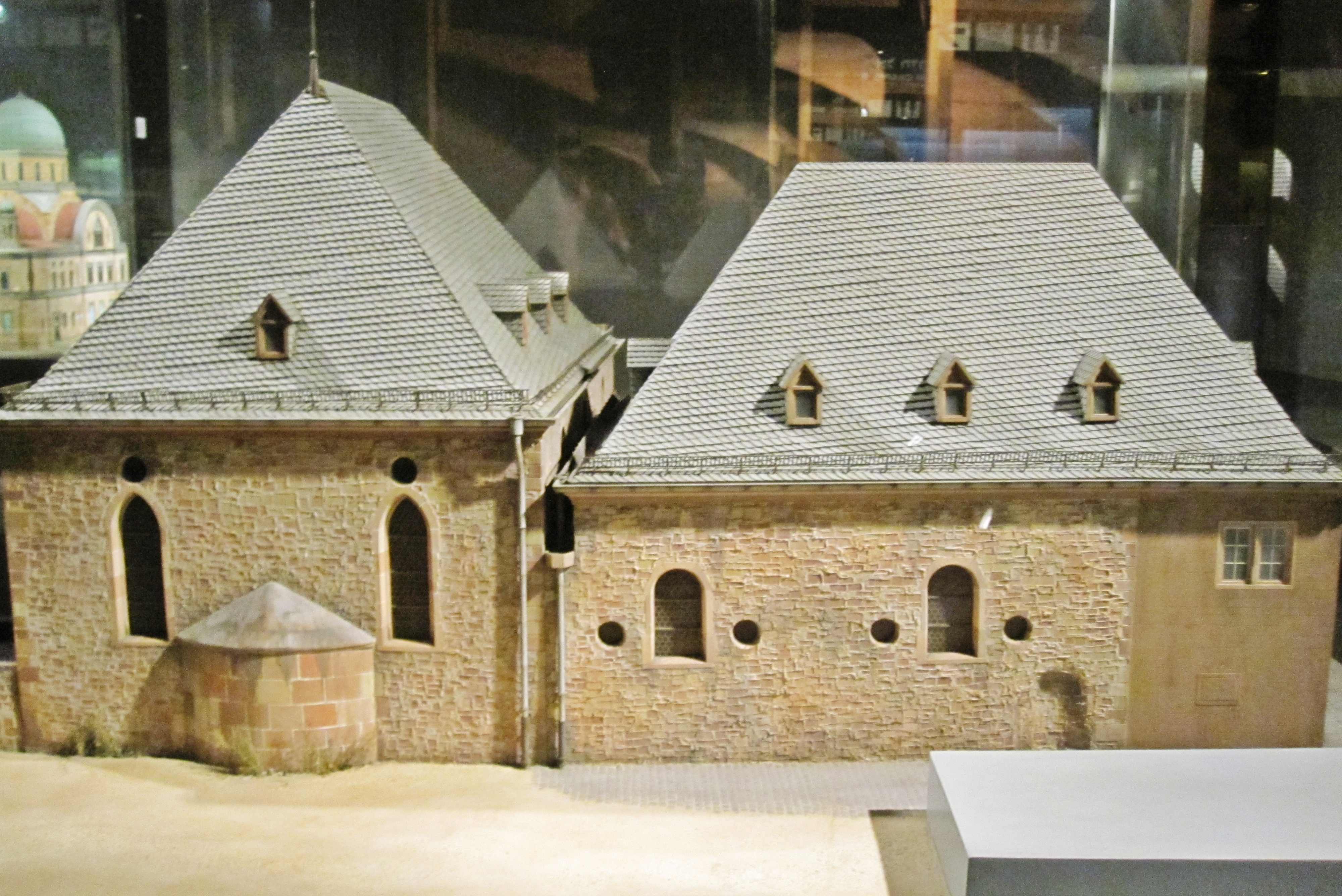
Modelo del Complejo Sinagogal de Rashi, Worms, Alemania, 1034; reconstruido en 1175.
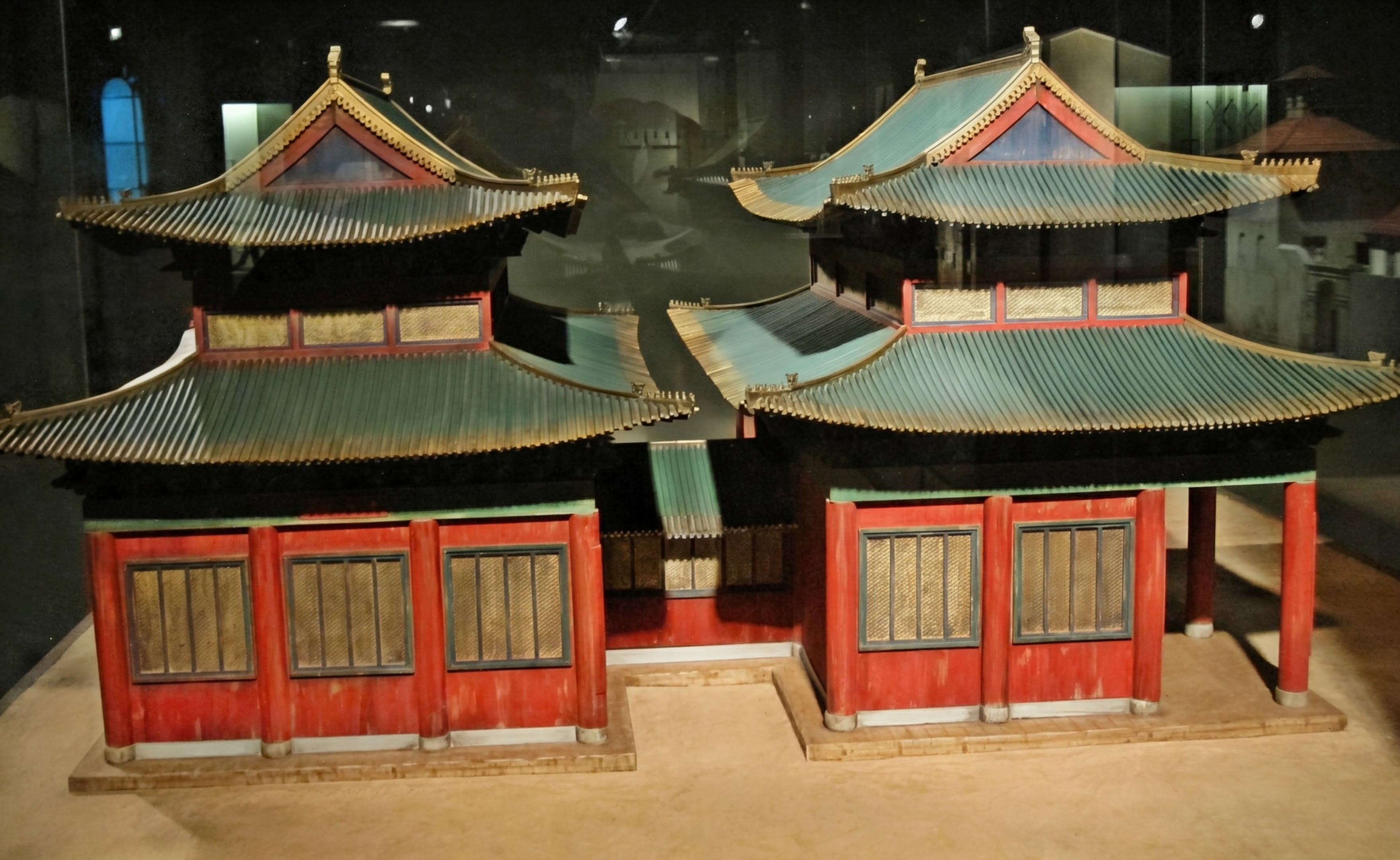
Sinagoga de Kaifeng, Henan, China, 1163.
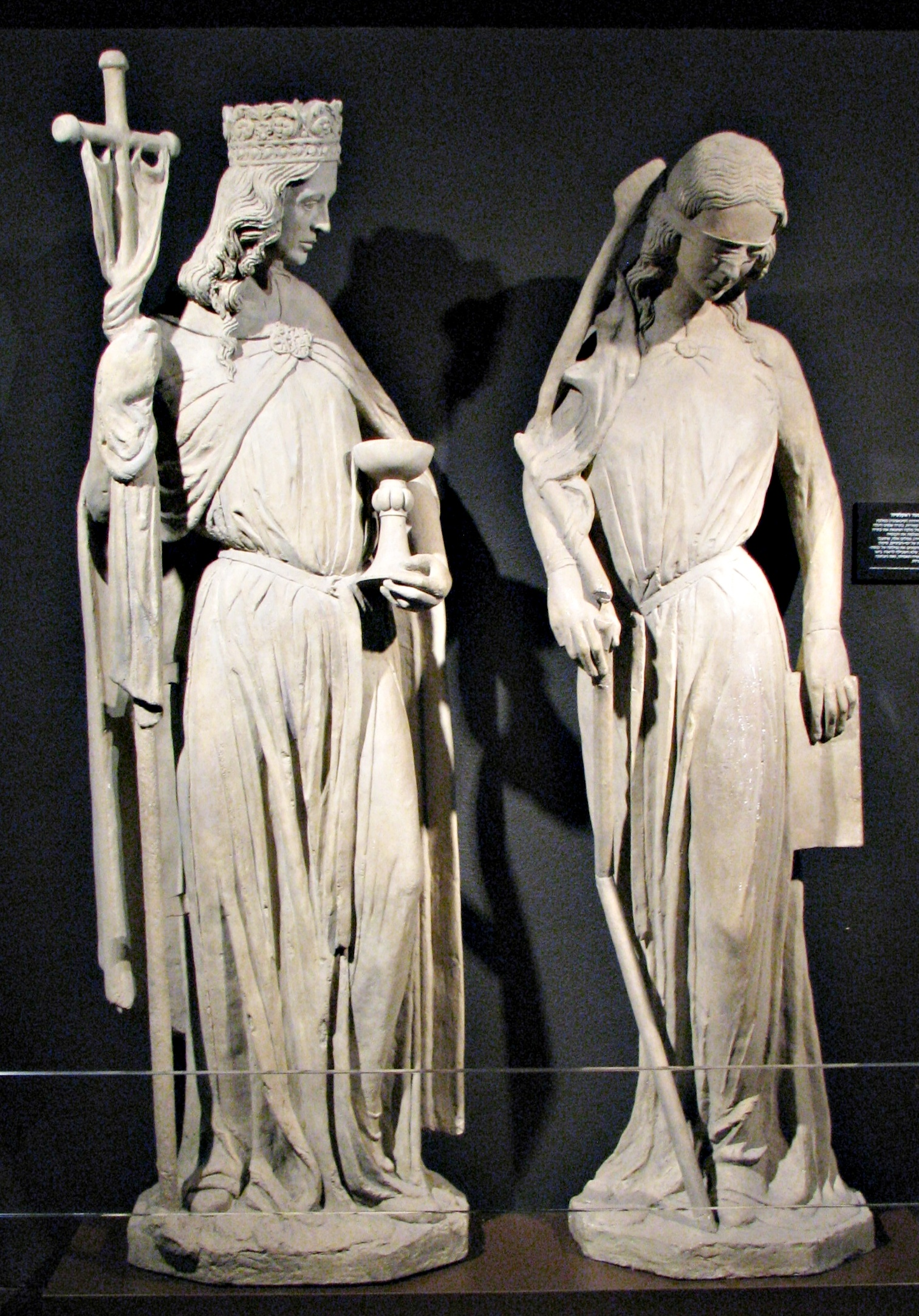
Réplicas de las medievales alegorías teológicas de Ecclesia et Synagoga (originales c. 1230, inicialmente en la Catedral de Estrasburgo).
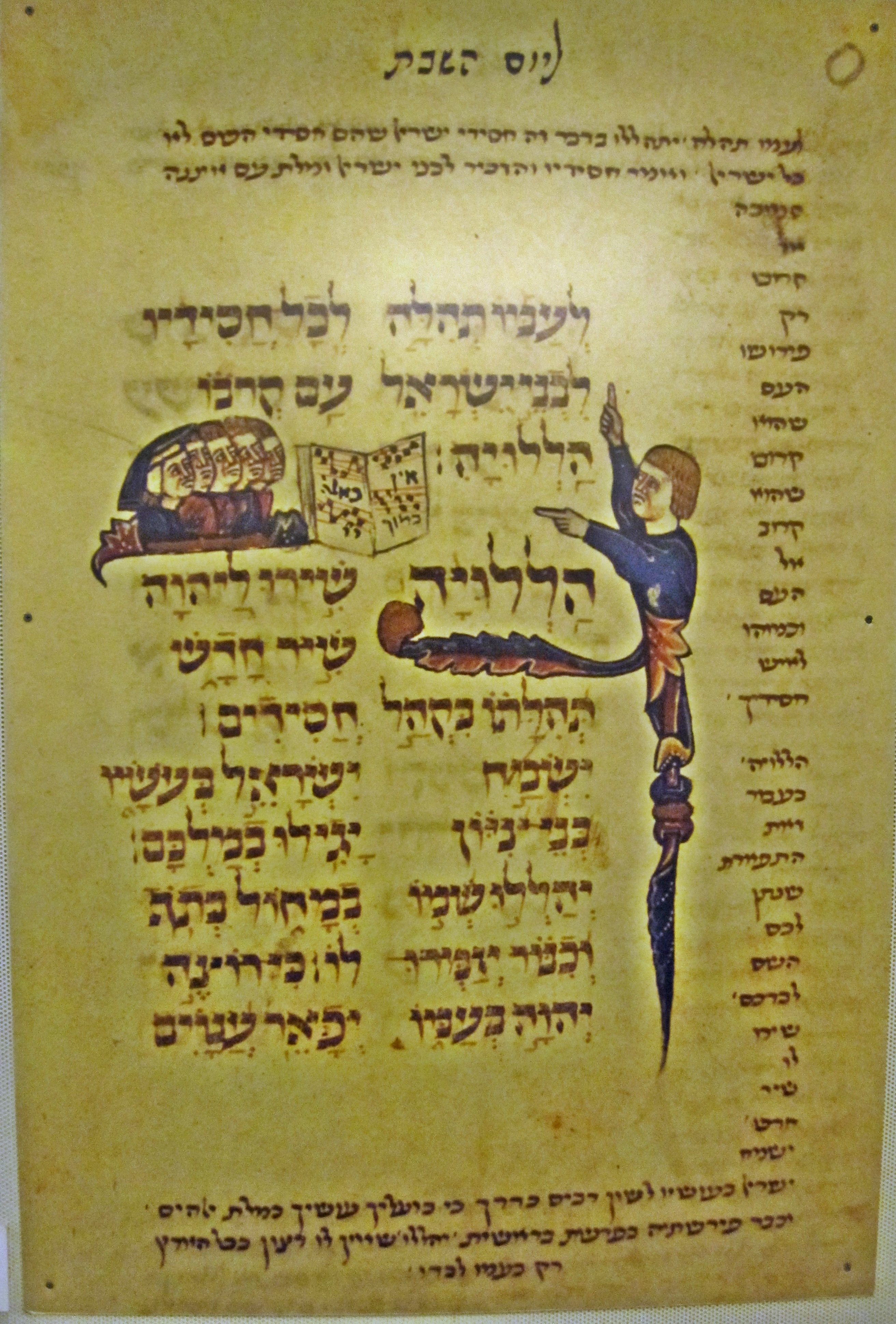
Aleluya, con el Salmo 149, coro a capella y director foliado, manuscrito italo-francés, siglo XIII (Biblioteca Palatina, Parma).
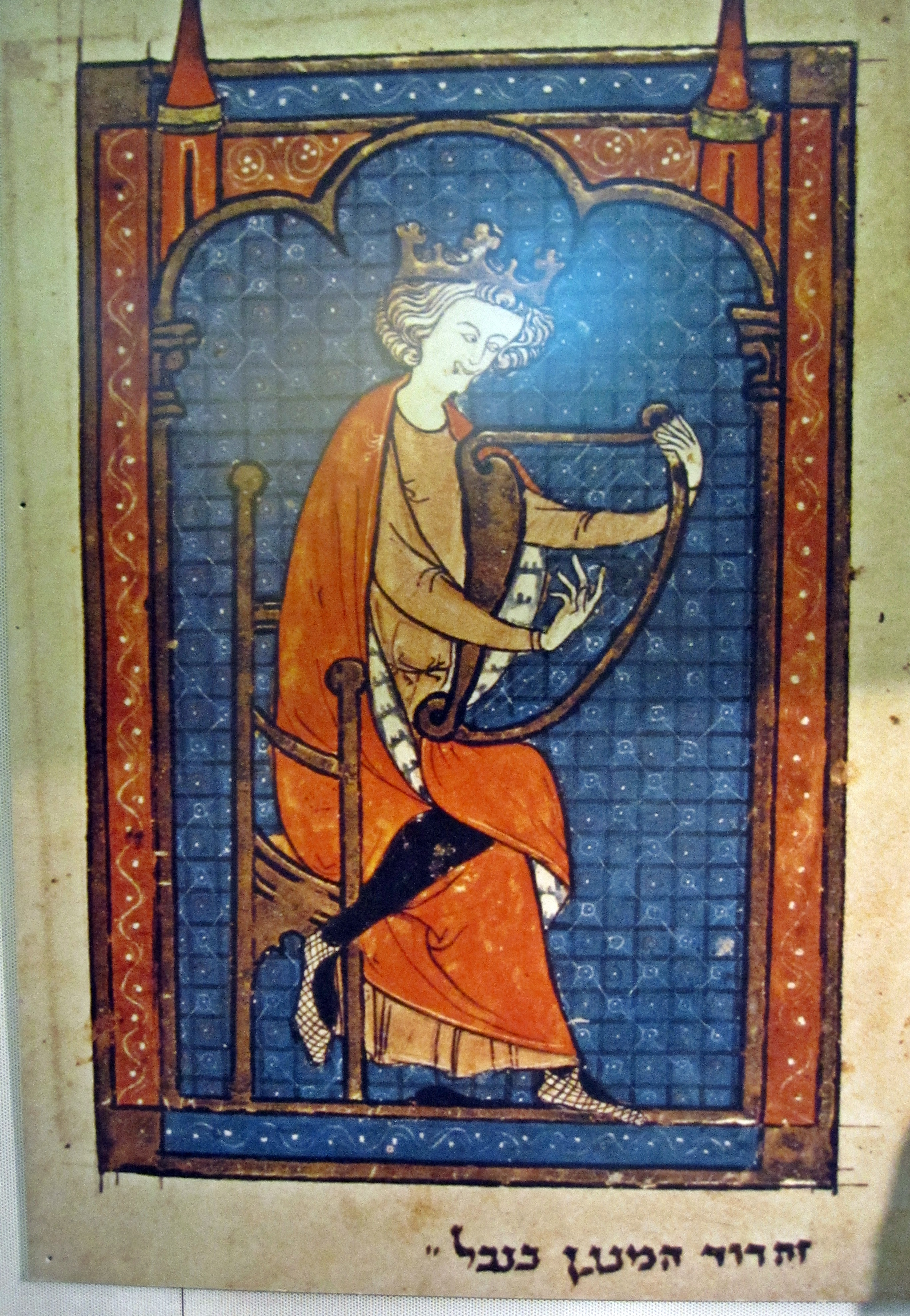
Réplica de manuscrito francés con "El rey David tocando el arpa", Troyes, c. 1280 (original en la British Library, Londres).
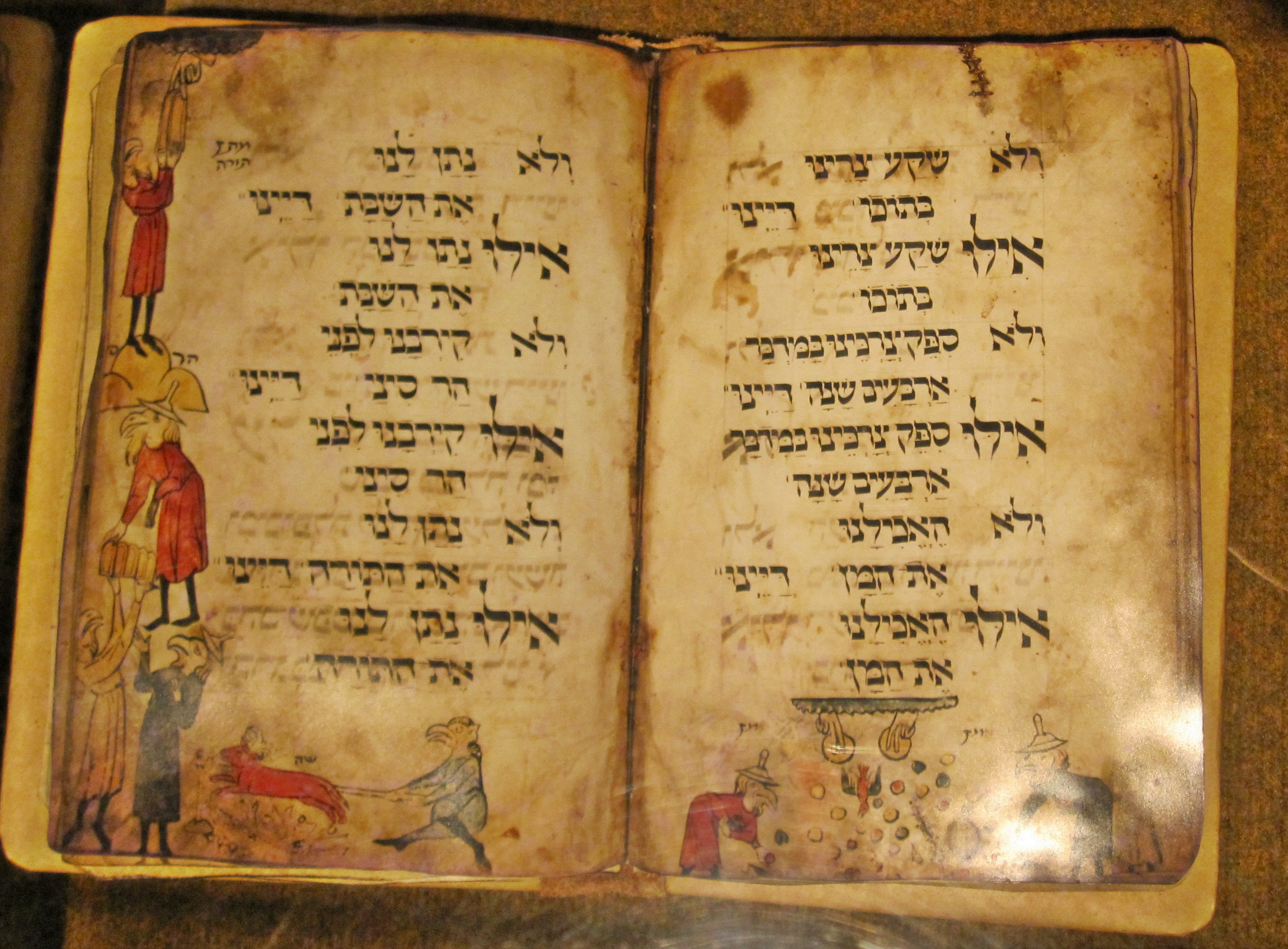
Hagadá de Pésaj. Réplica de manuscrito medieval alemán, c. 1300 (original en el Museo de Israel, Jerusalén).
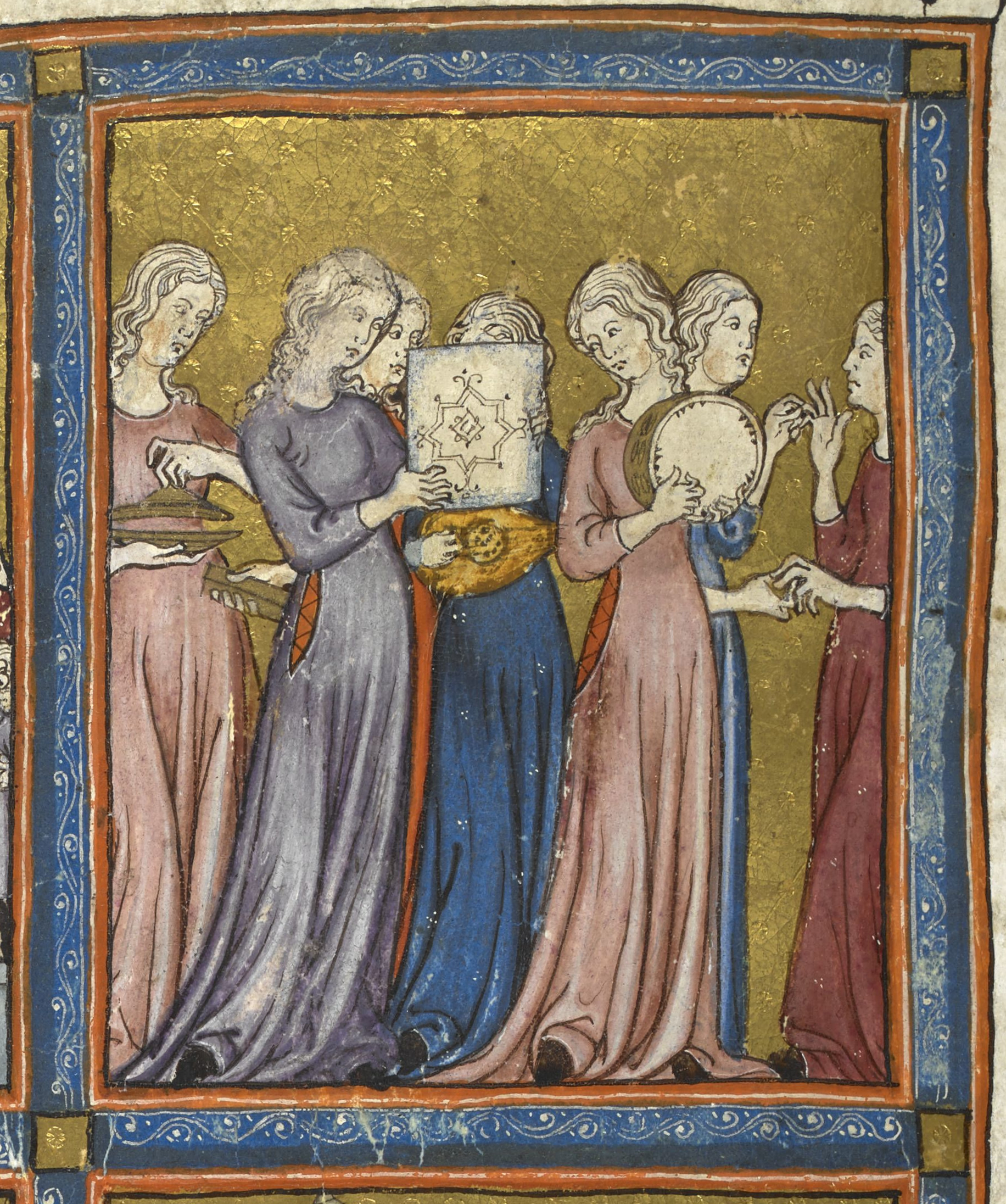
Miriam y las hebreas celebran el cruce del Mar Rojo. Réplica de la Hagadá de Oro, Barcelona, c. 1320.
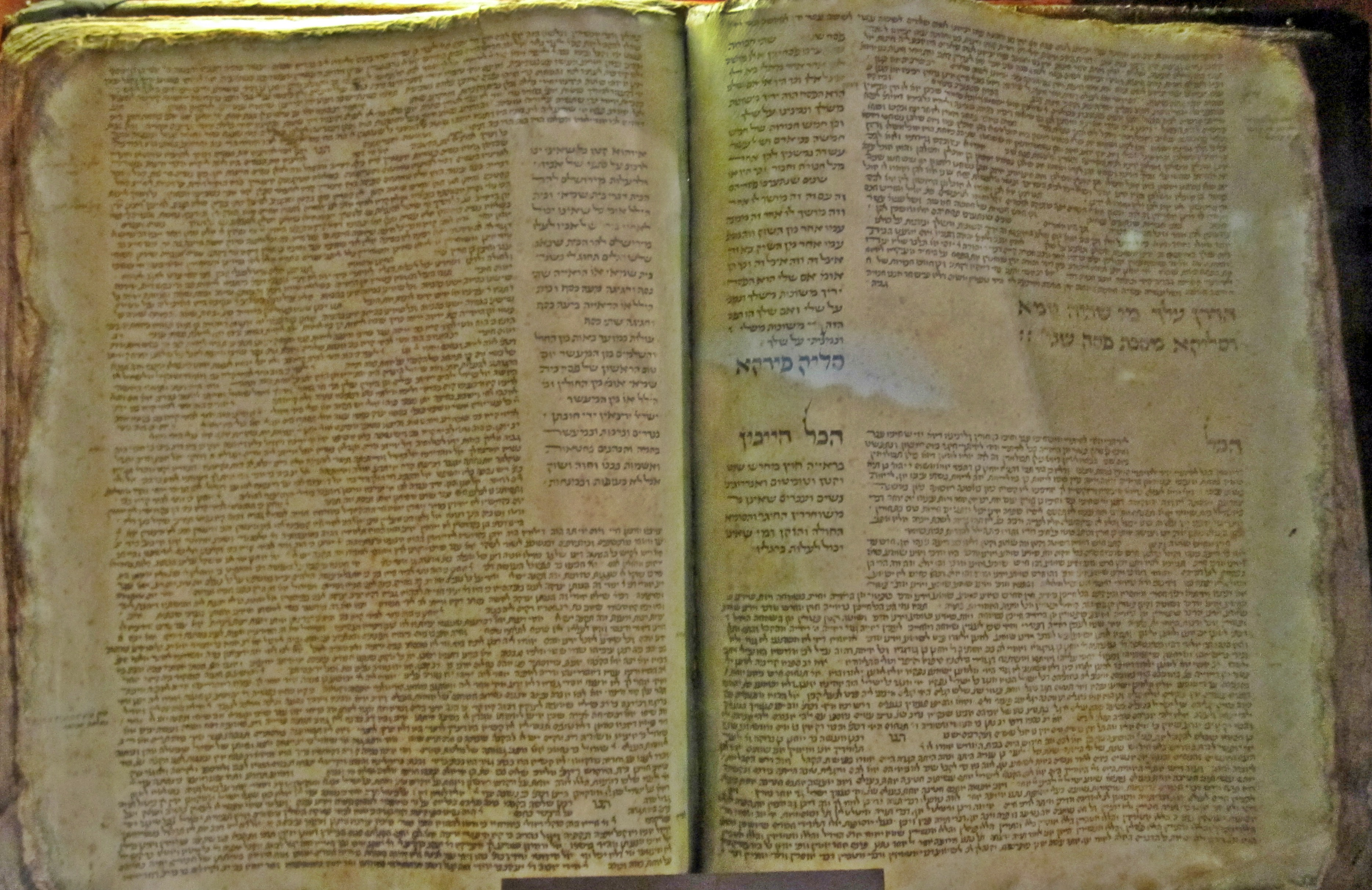
El Talmud Babilonia, según copia de Solomón ben Samson, Francia, 1342.
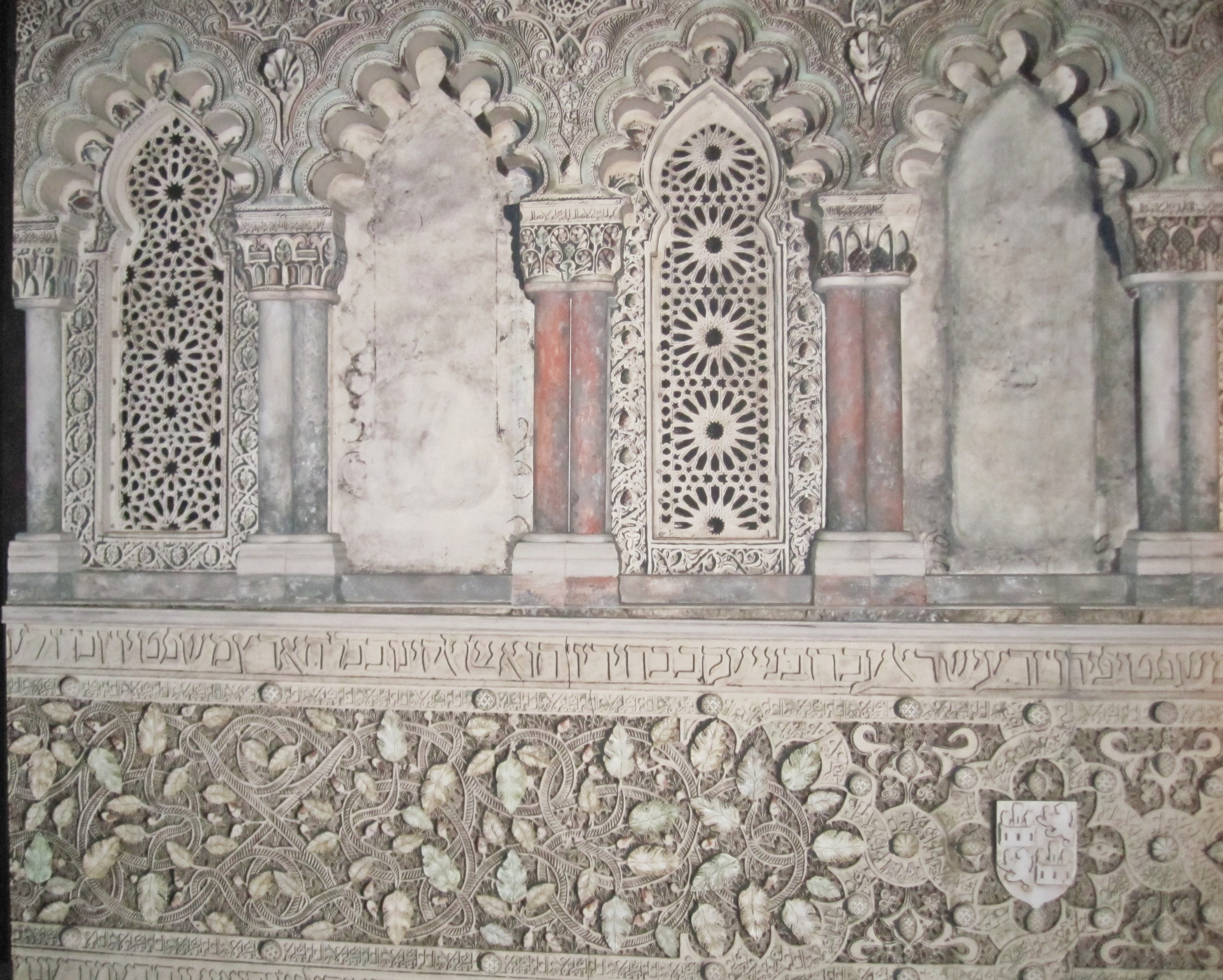
Réplica de fragmento mural con inscripciones en hebreo de la Sinagoga del Tránsito (Toledo, 1357-1363).
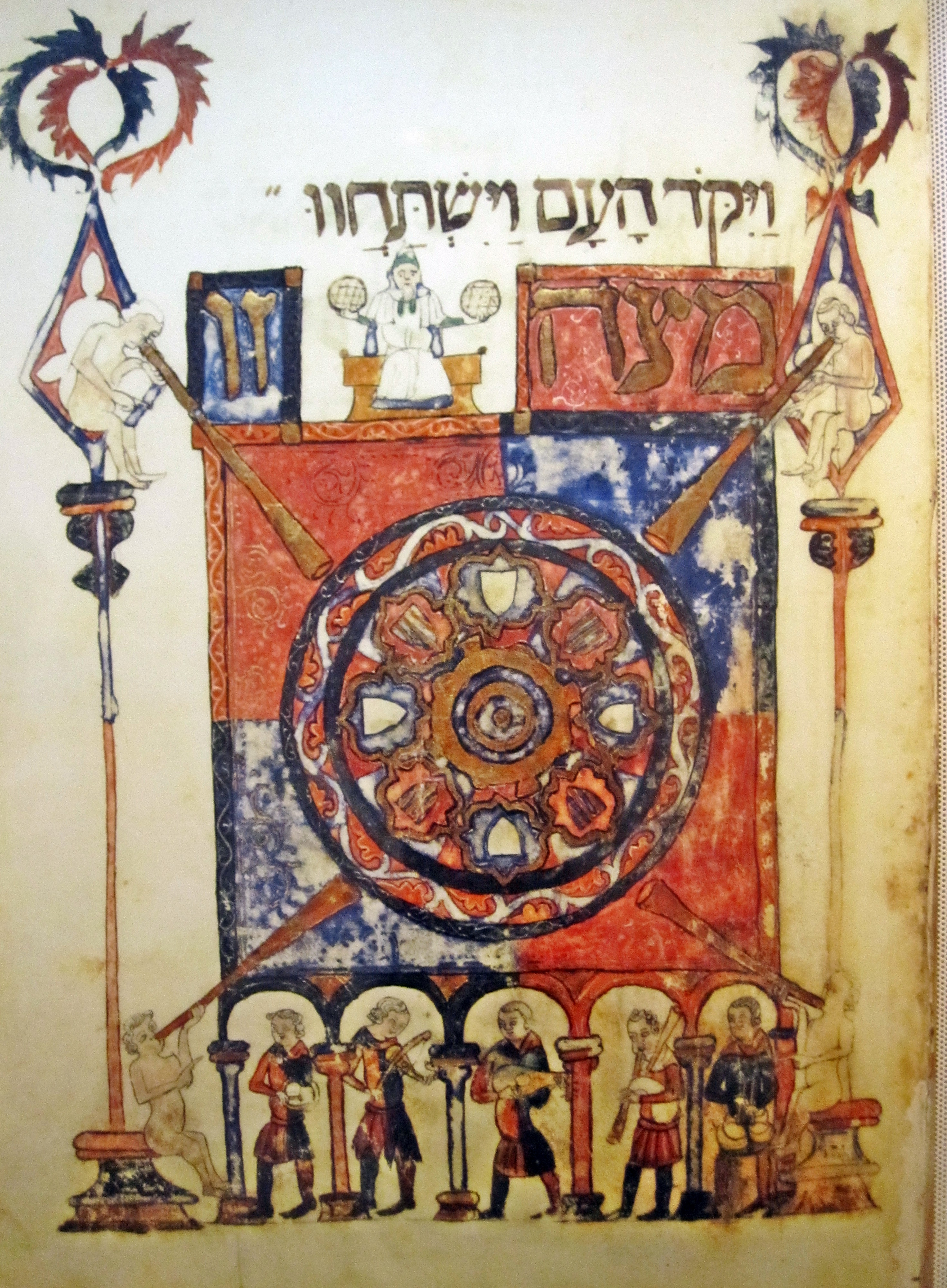
Matzá (pan ácimo) y juglares hebreos, Hagadá Barcelona (Pésaj), España, siglo XIV (original en la British Library, Londres).
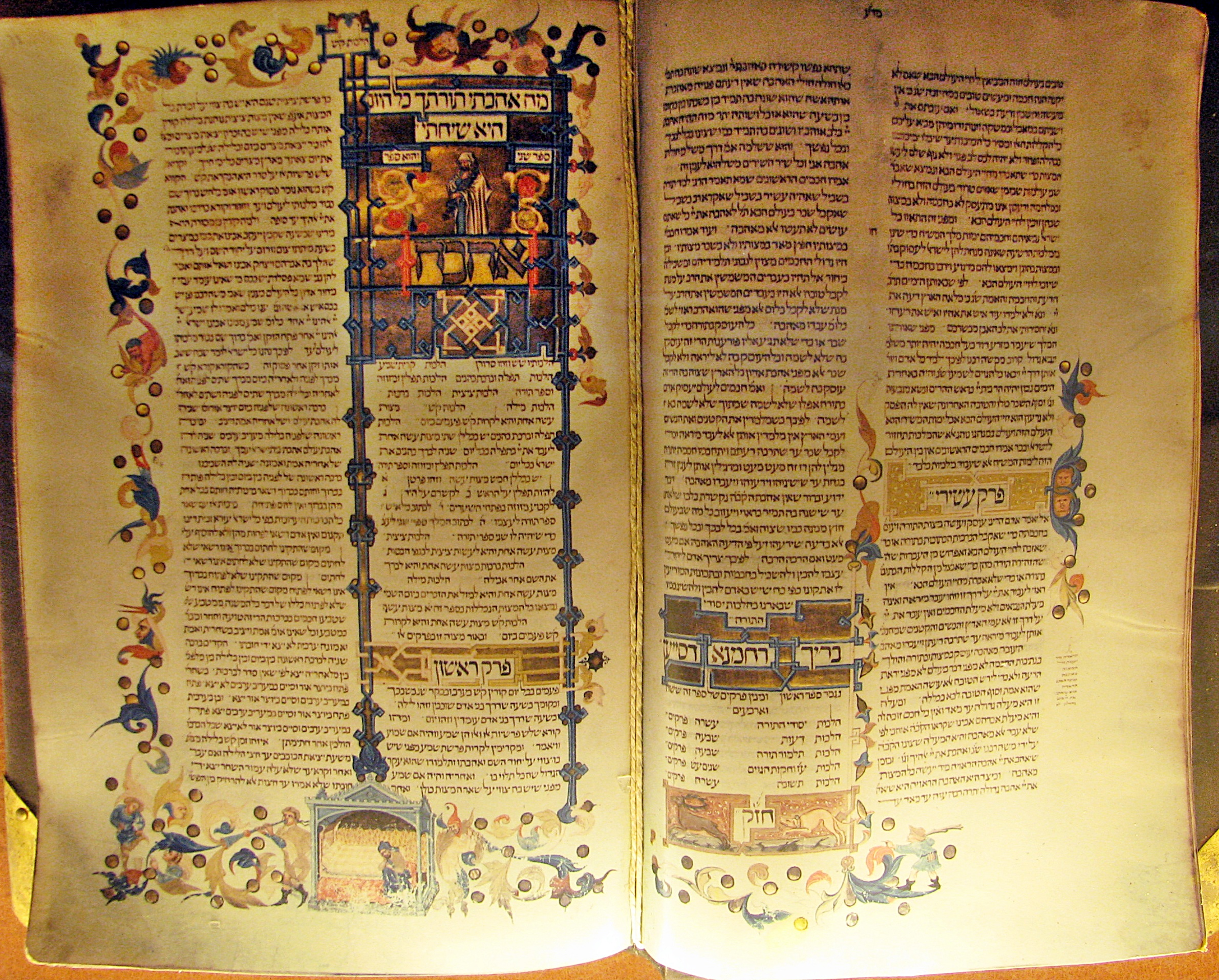
Mishné Torá (Maimónides), manuscrito hebreo copiado en Sefarad, 1300-1350, e iluminado por Matteo di Ser Cambio en Perugia en 1400.
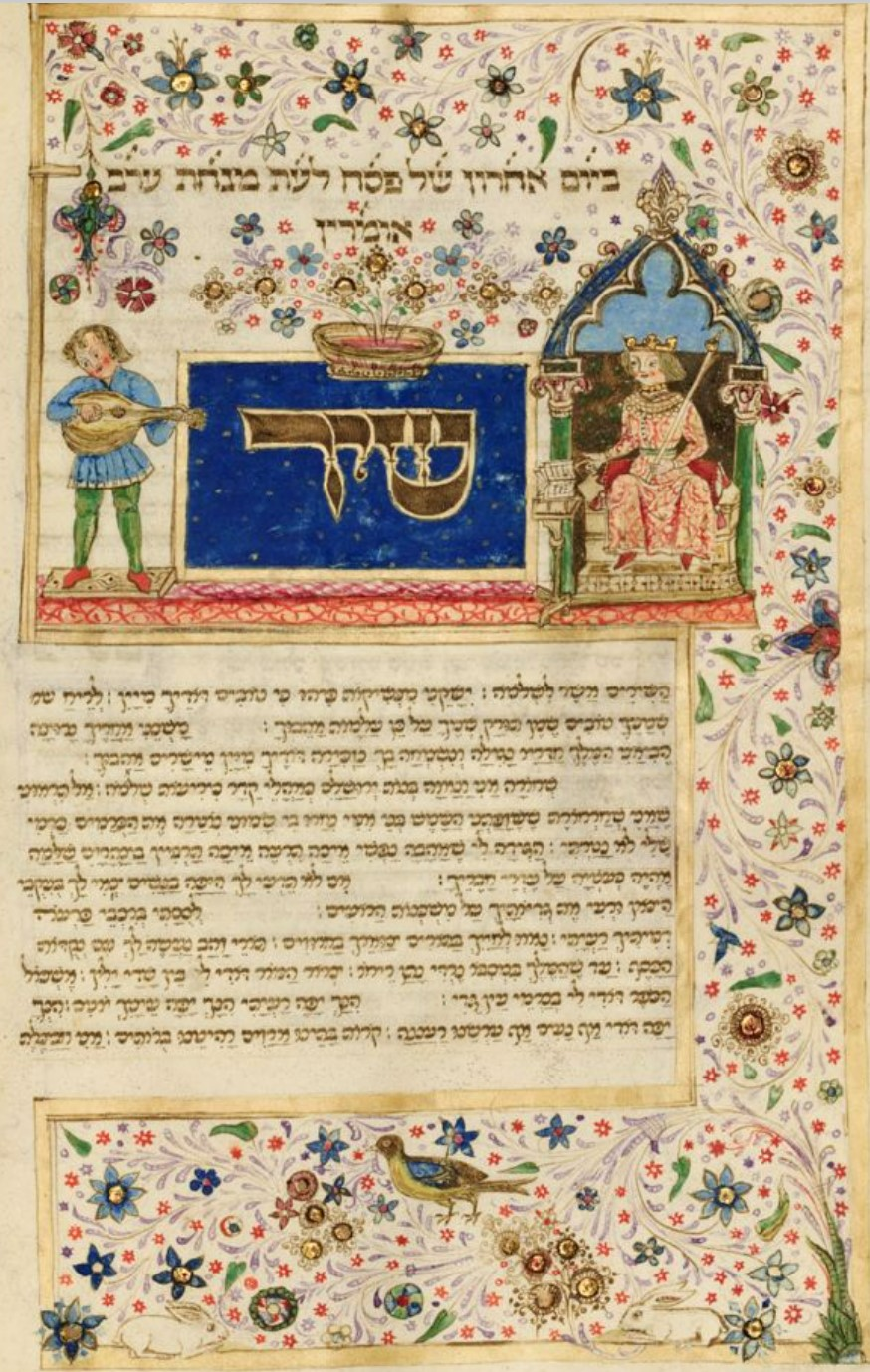
El Cantar de los Cantares del rey Salomón. Copia del Majzór Rothschild, manuscrito italiano, 1492 (Jewish Theological Seminary of America, Nueva York).
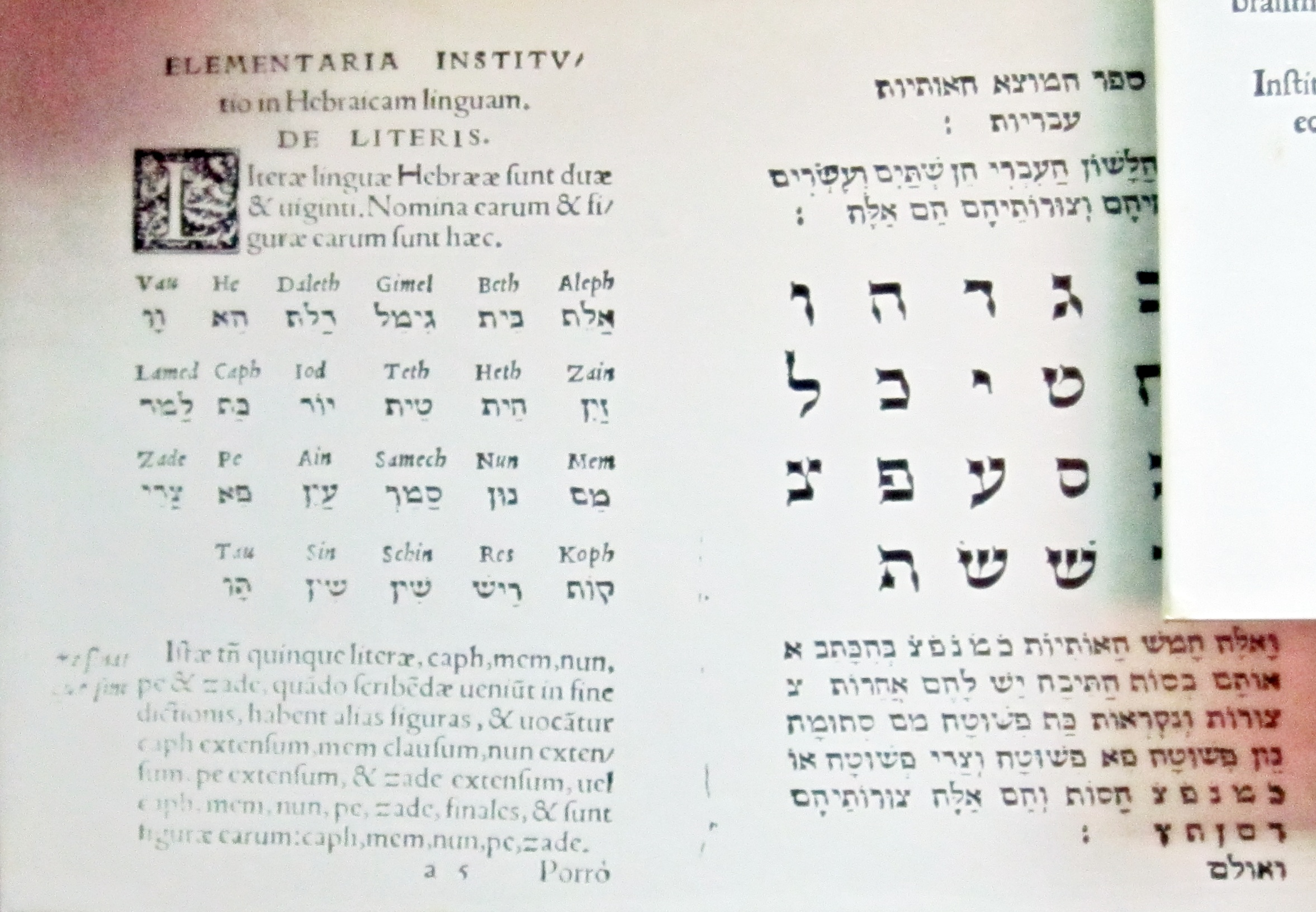
Elias Levita (Elijah Bajur Levita), Sefer Ha-Dikduk (Libro de la gramática hebrea), ed. hebreo-latina, Basilea, 1525
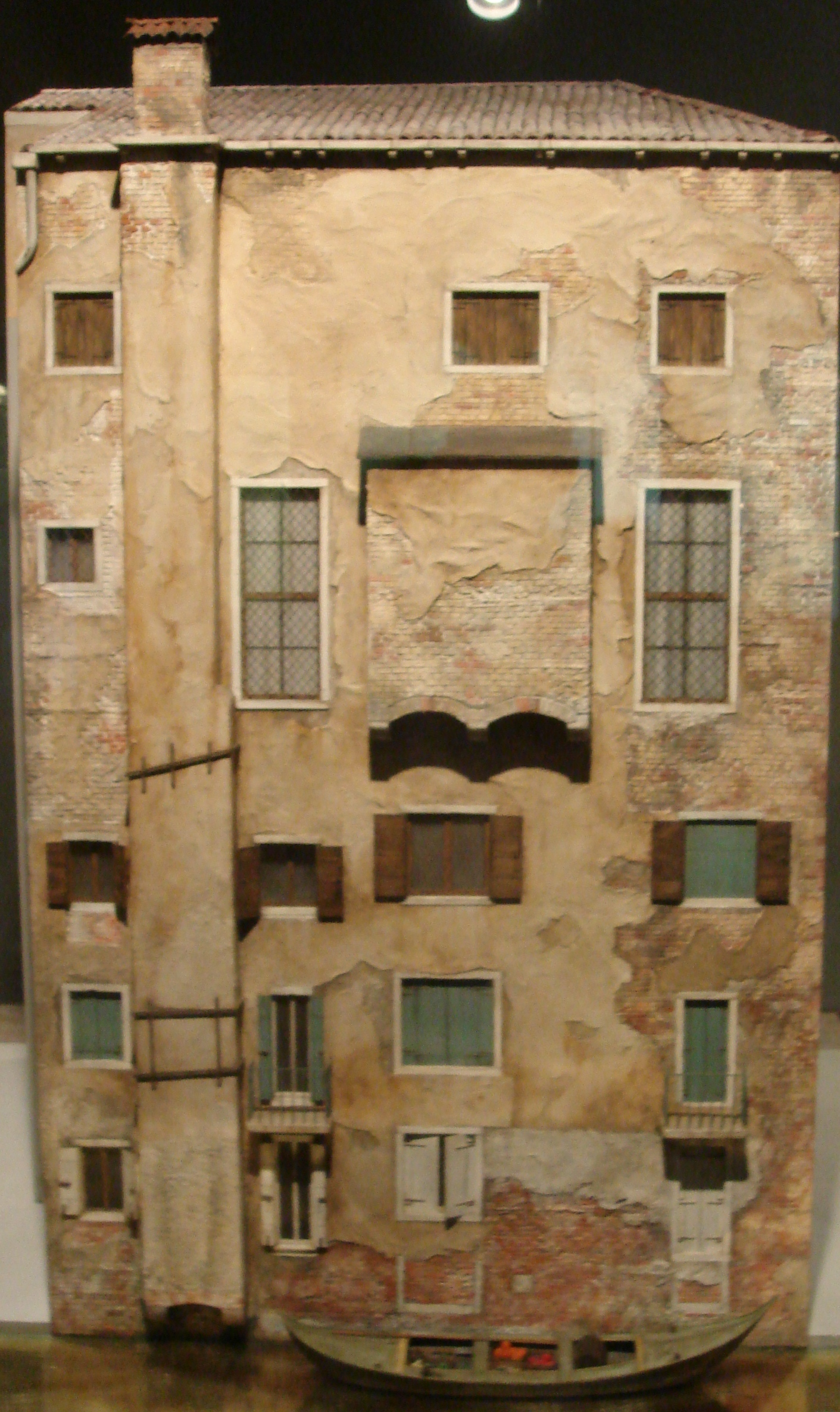
Modelo de la Sinagoga Scuola Grande Tedesca, Venecia, 1529
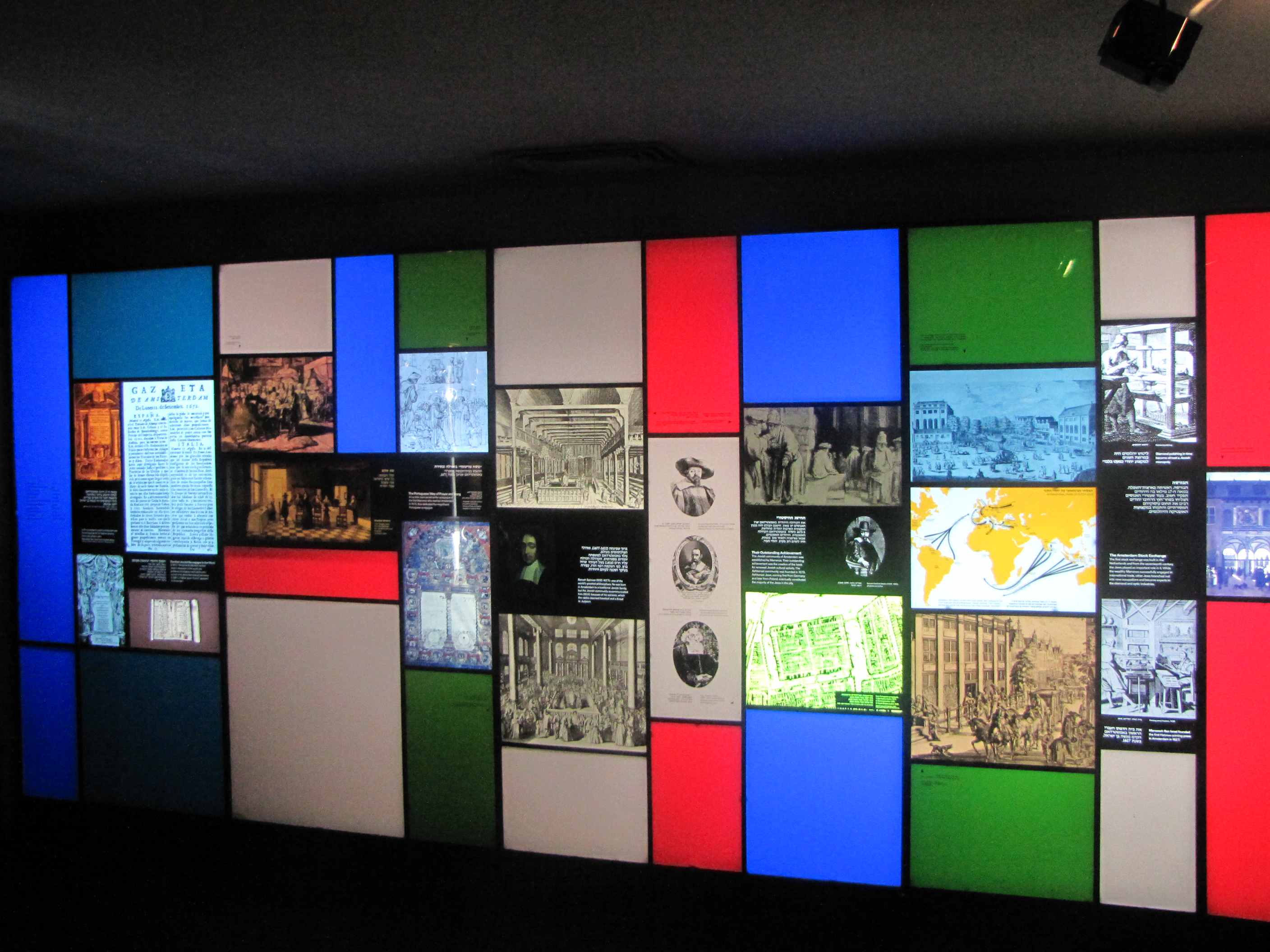
Panel dedicado a la comunidad sefardí de Ámsterdam, Holanda, siglos XVI-XVII
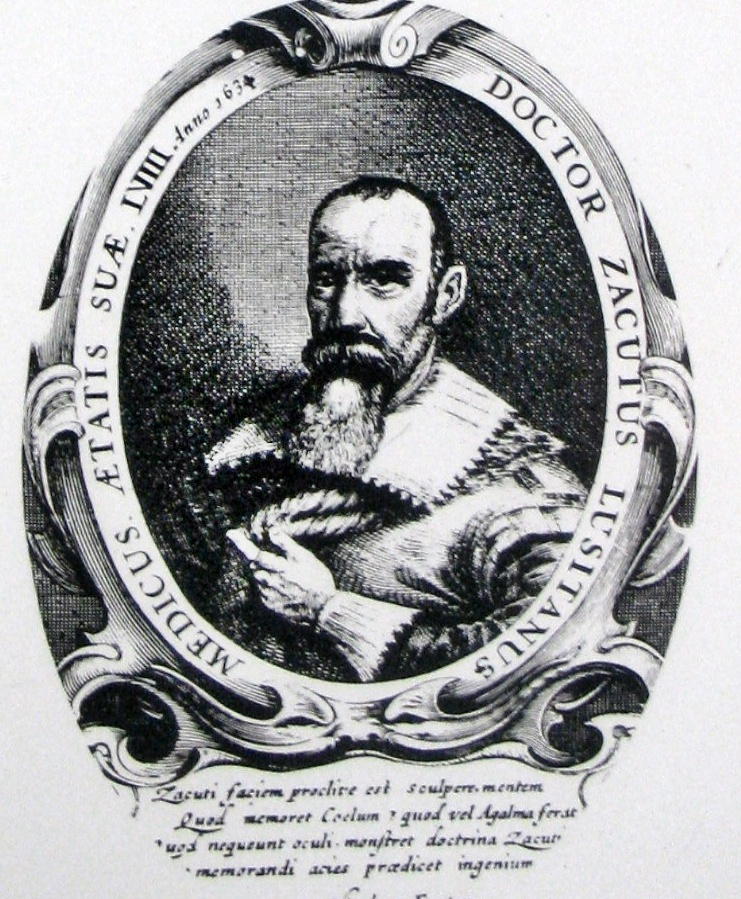
Doctor Zacutus Lusitanus, grabado del Dr sefardí Abraham Zacuto, Lisboa 1575—Ámsterdam 1642
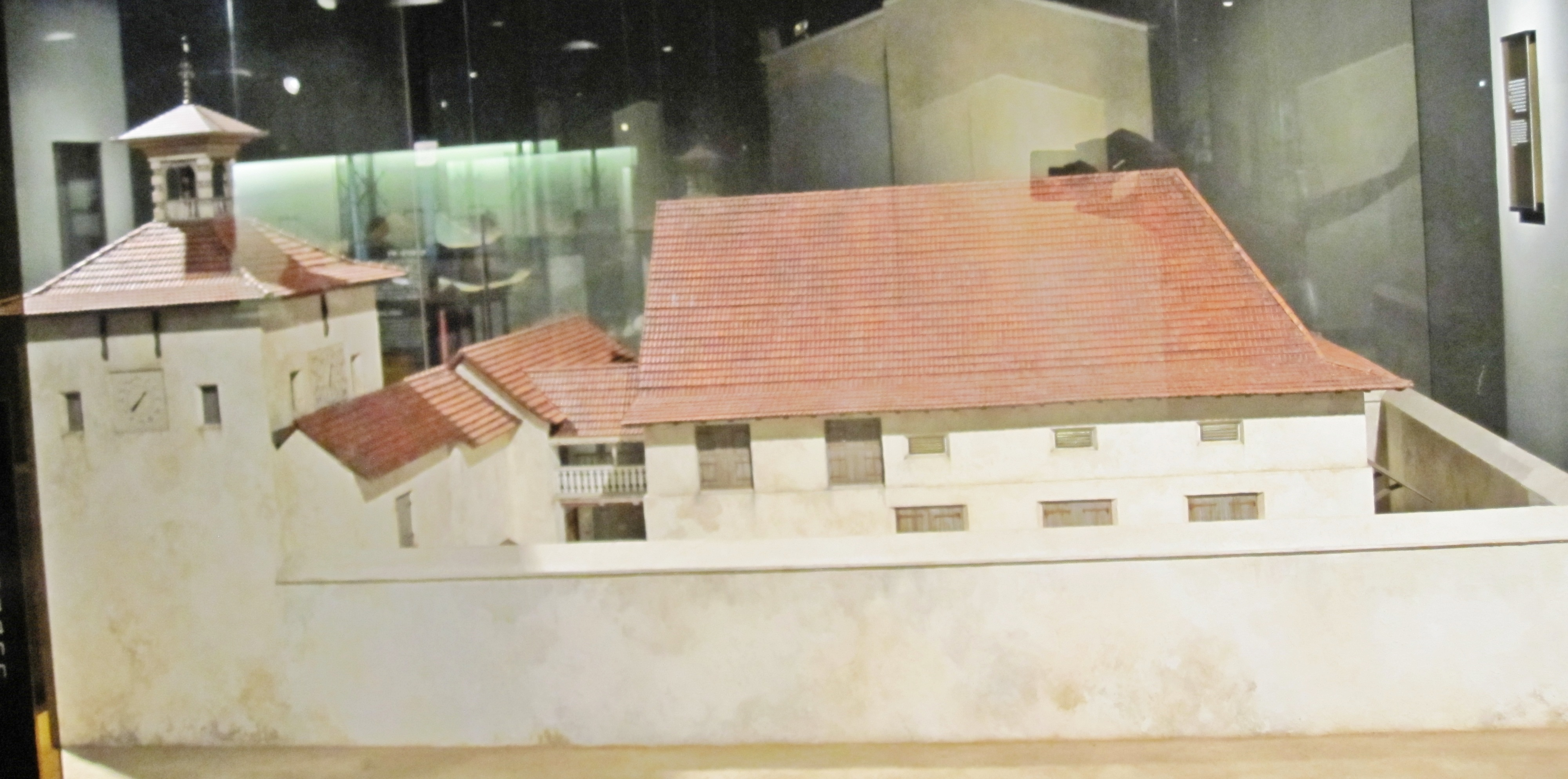
Modelo de la Sinagoga Pardesi, Cochín, India, 1568
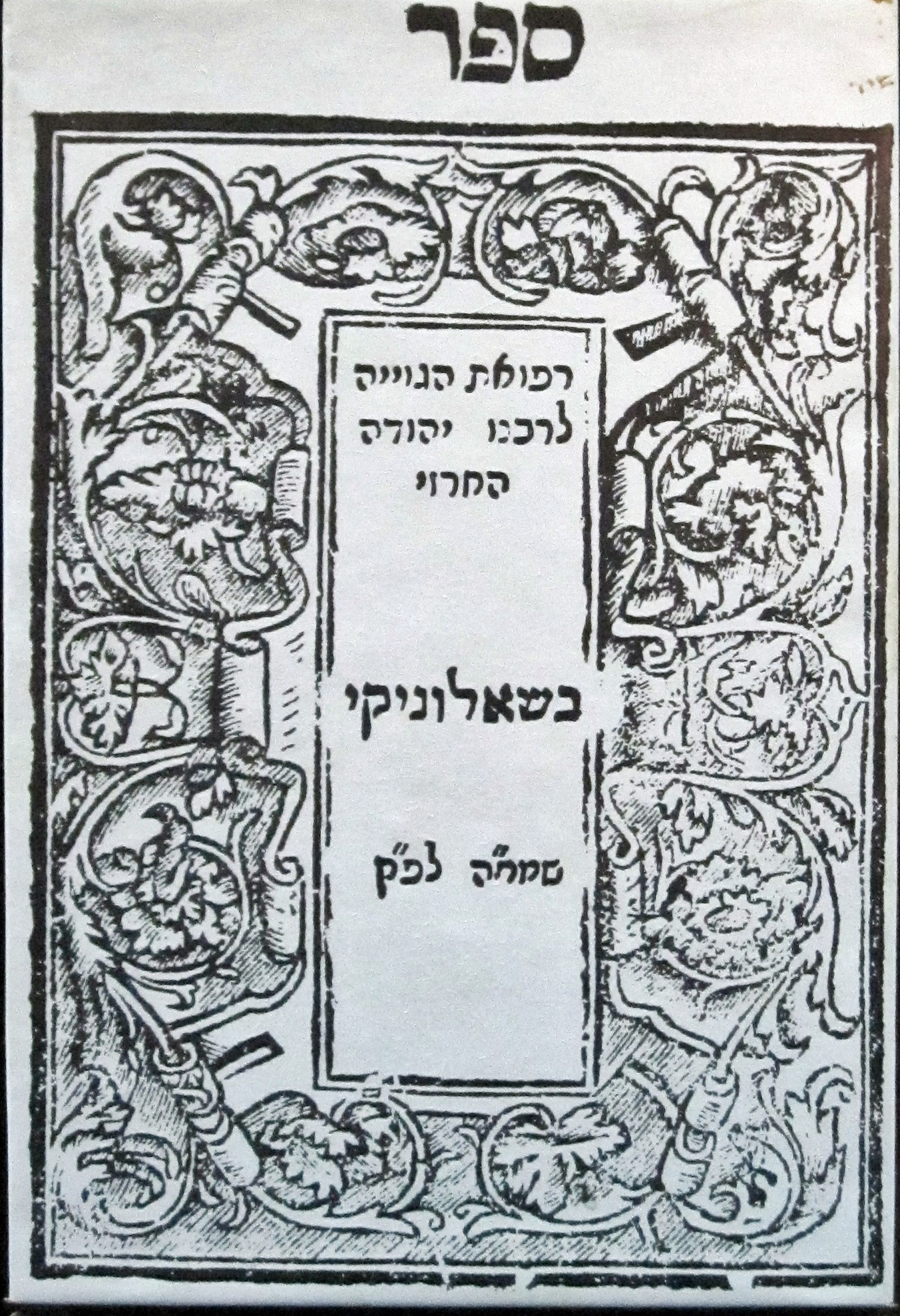
Yudah Al Harizi, Sefer Refu'at Ha'Geviyah (Libro de medicina), Salónica, 1593.
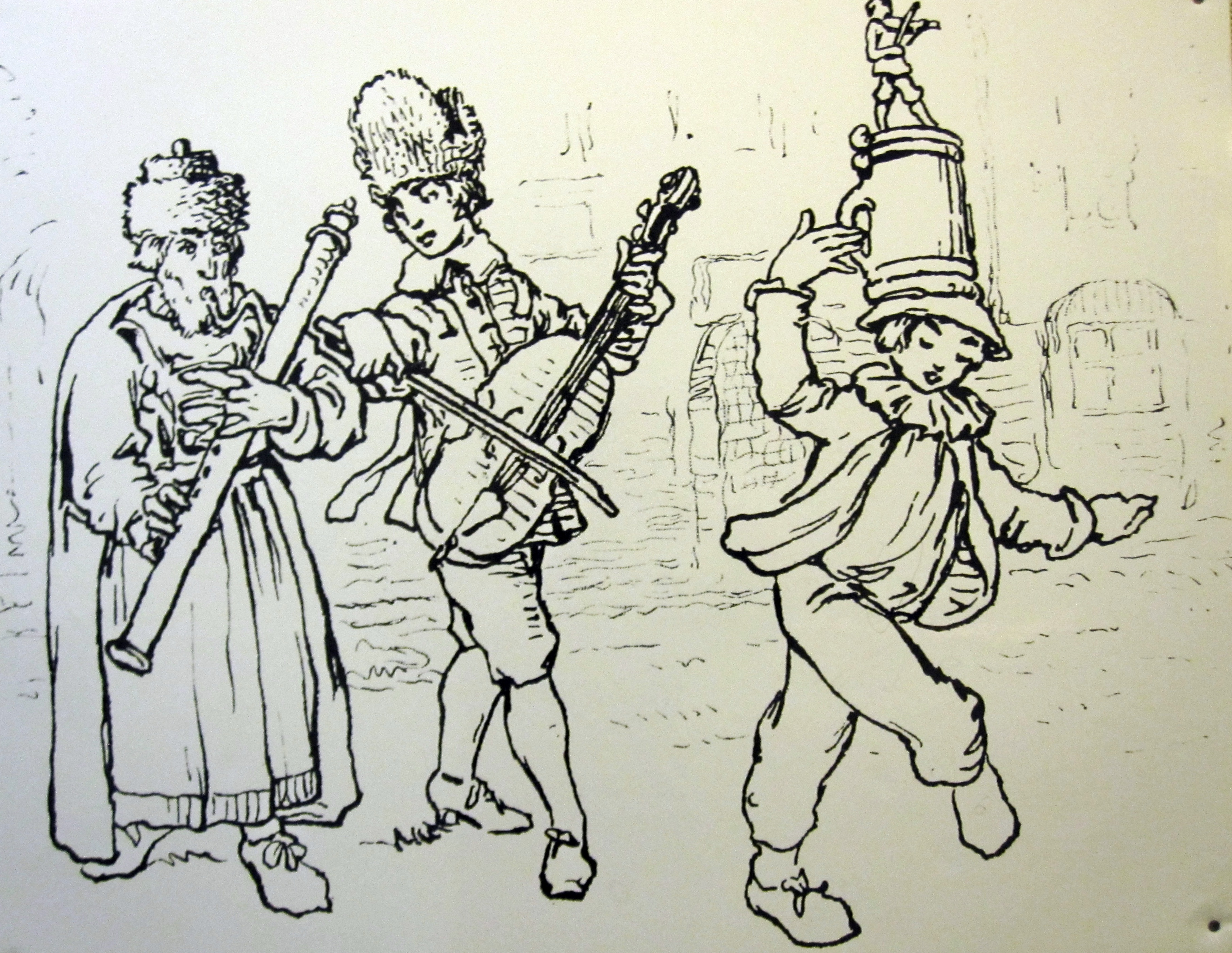
Dibujo con músicos judíos klezmer de Praga, siglo XVII
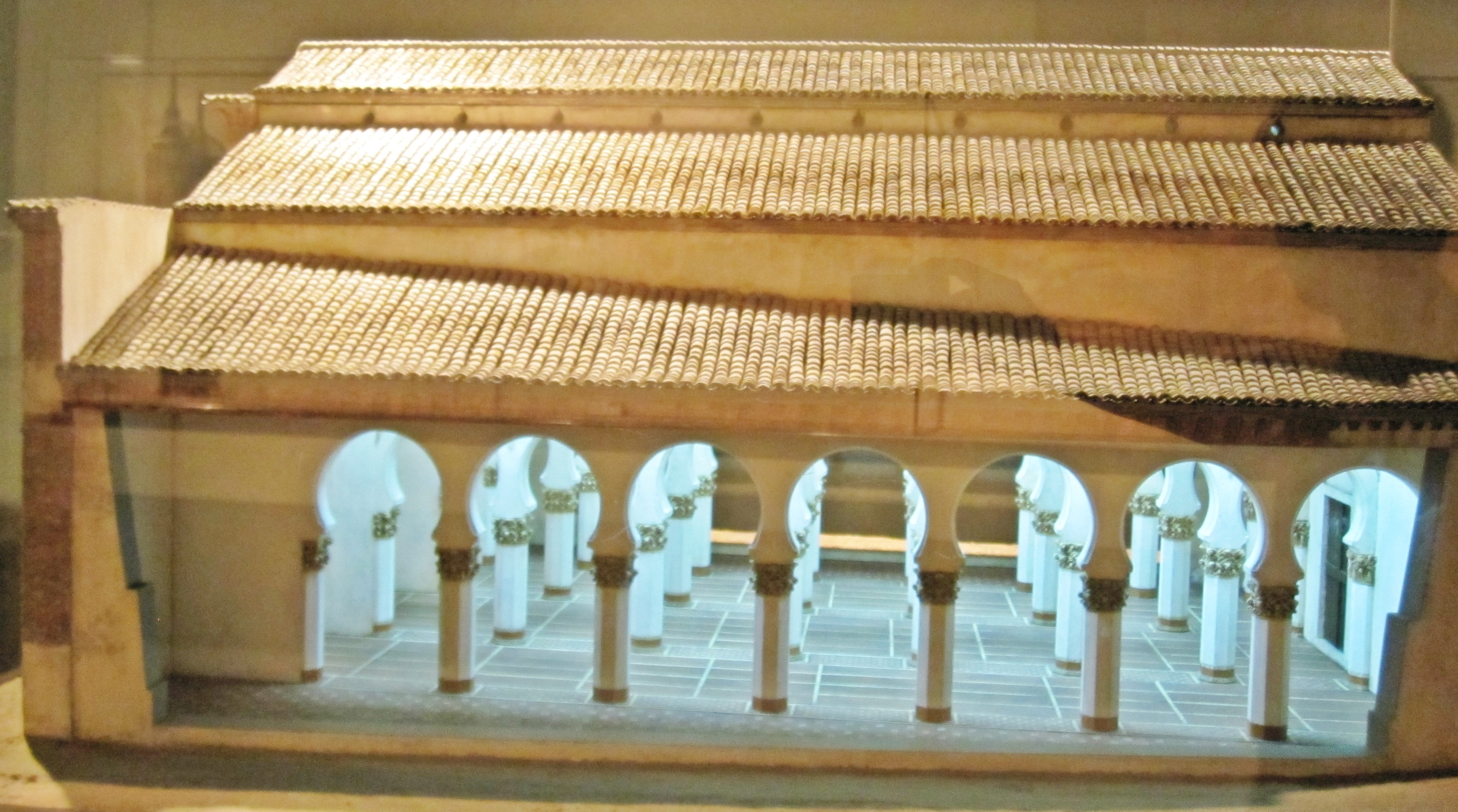
Sinagoga Ibn Danan, Fez, Marruecos, siglo XVII
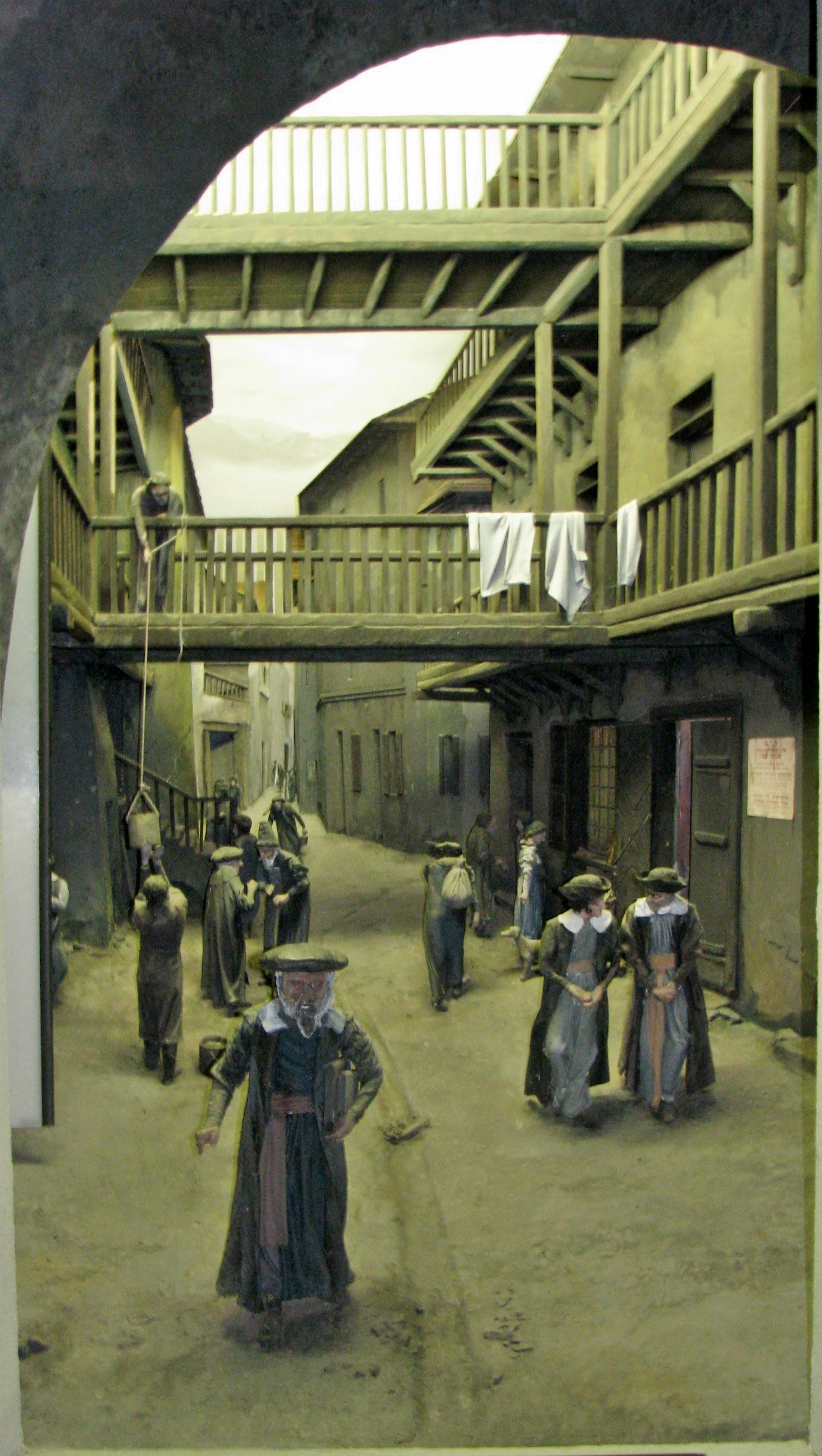
Diorama de una calle del Barrio Judío de Lublin, Polonia, siglo XVII
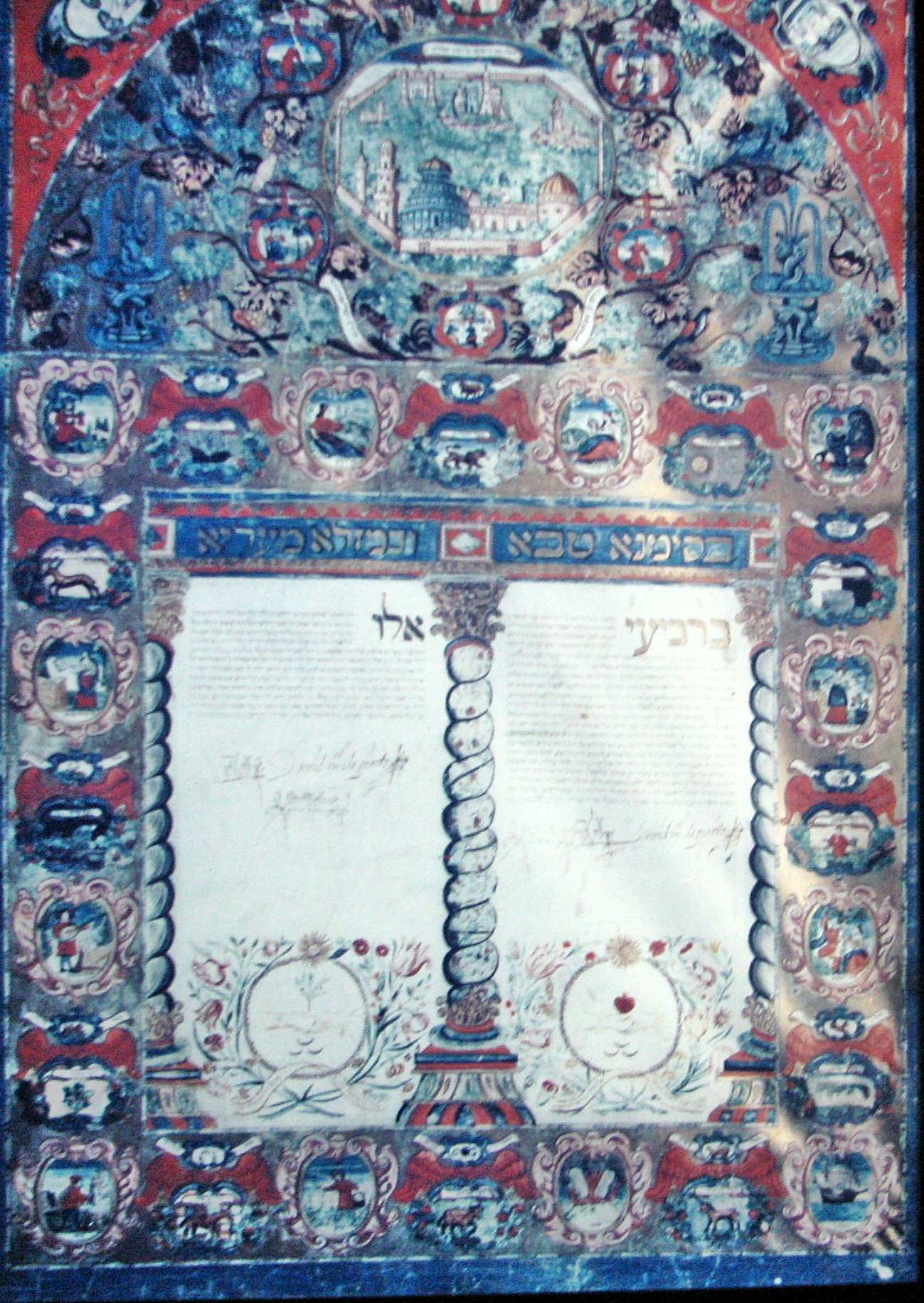
Ketubá (contrato matrimonial judío) del matrimonio Pinto, Italia, c. 1650-1700.
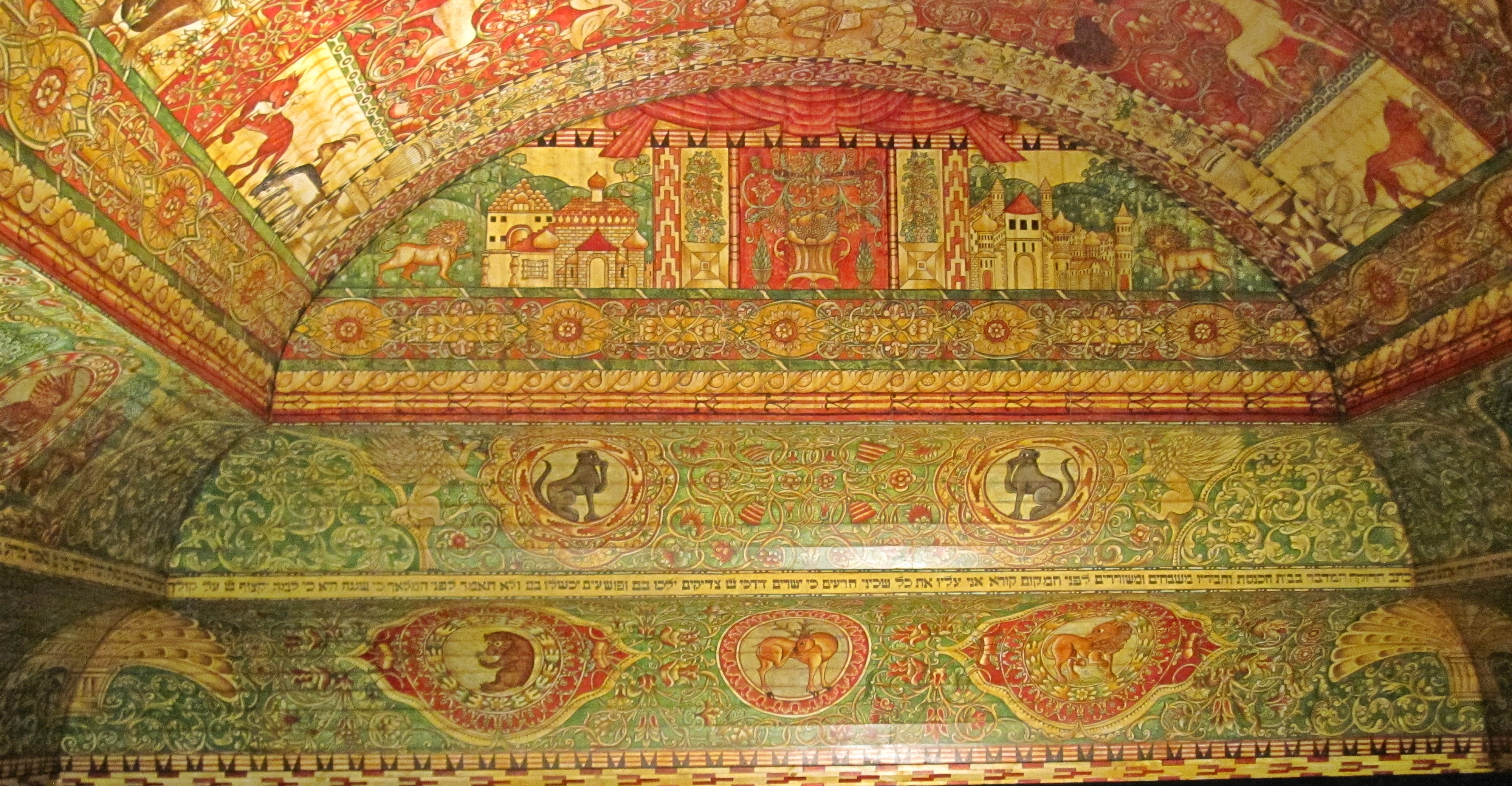
Israel ben Mordejai Lissnicki de Jaryczow, Pinturas del cielorraso abovedado de la Sinagoga Jódorov (ingl. Chodorow; construida 1650-52), Galitzia, Ucrania, 1722.
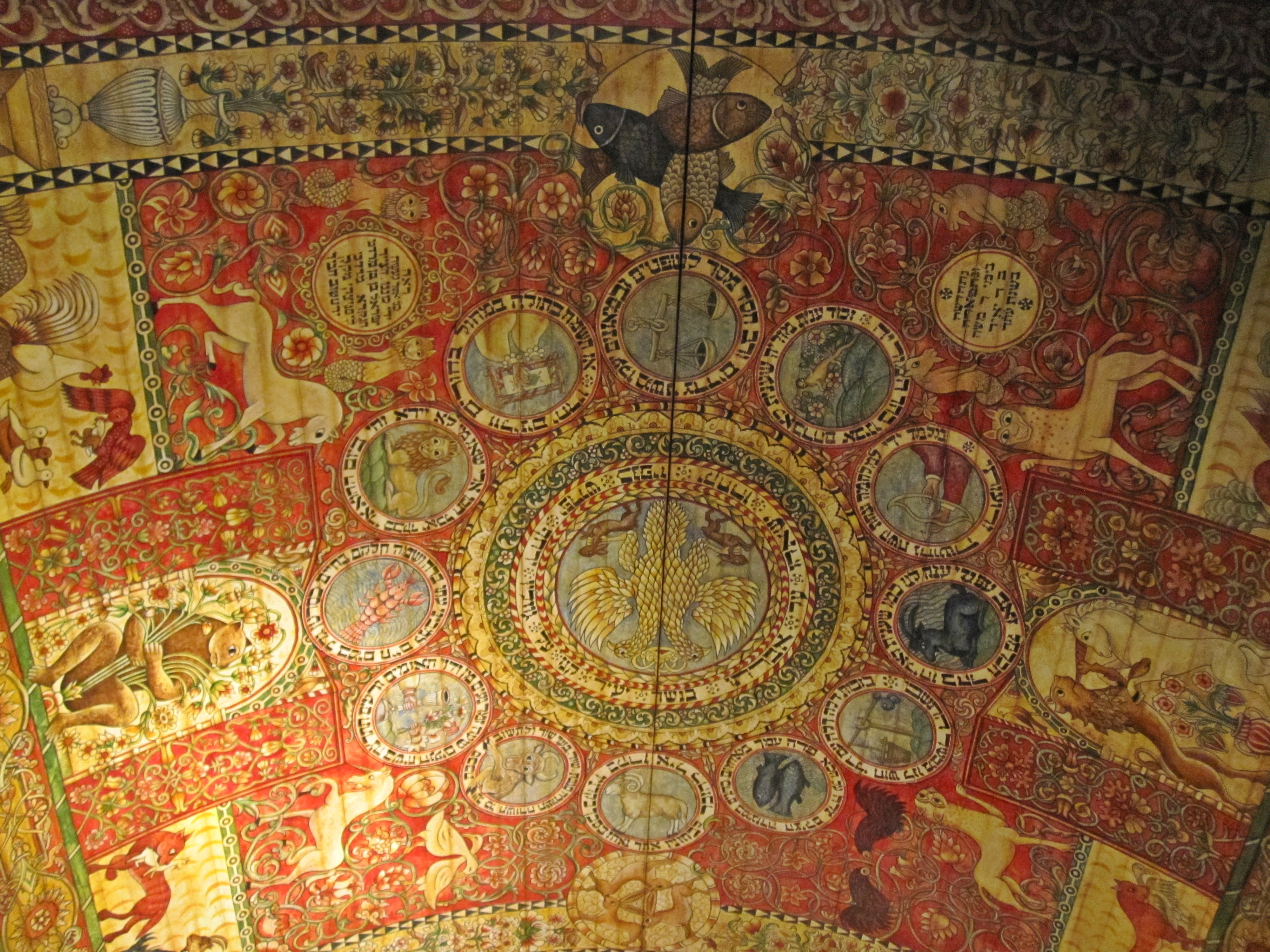
Cielorraso de la Sinagoga Jódorov, detalle.
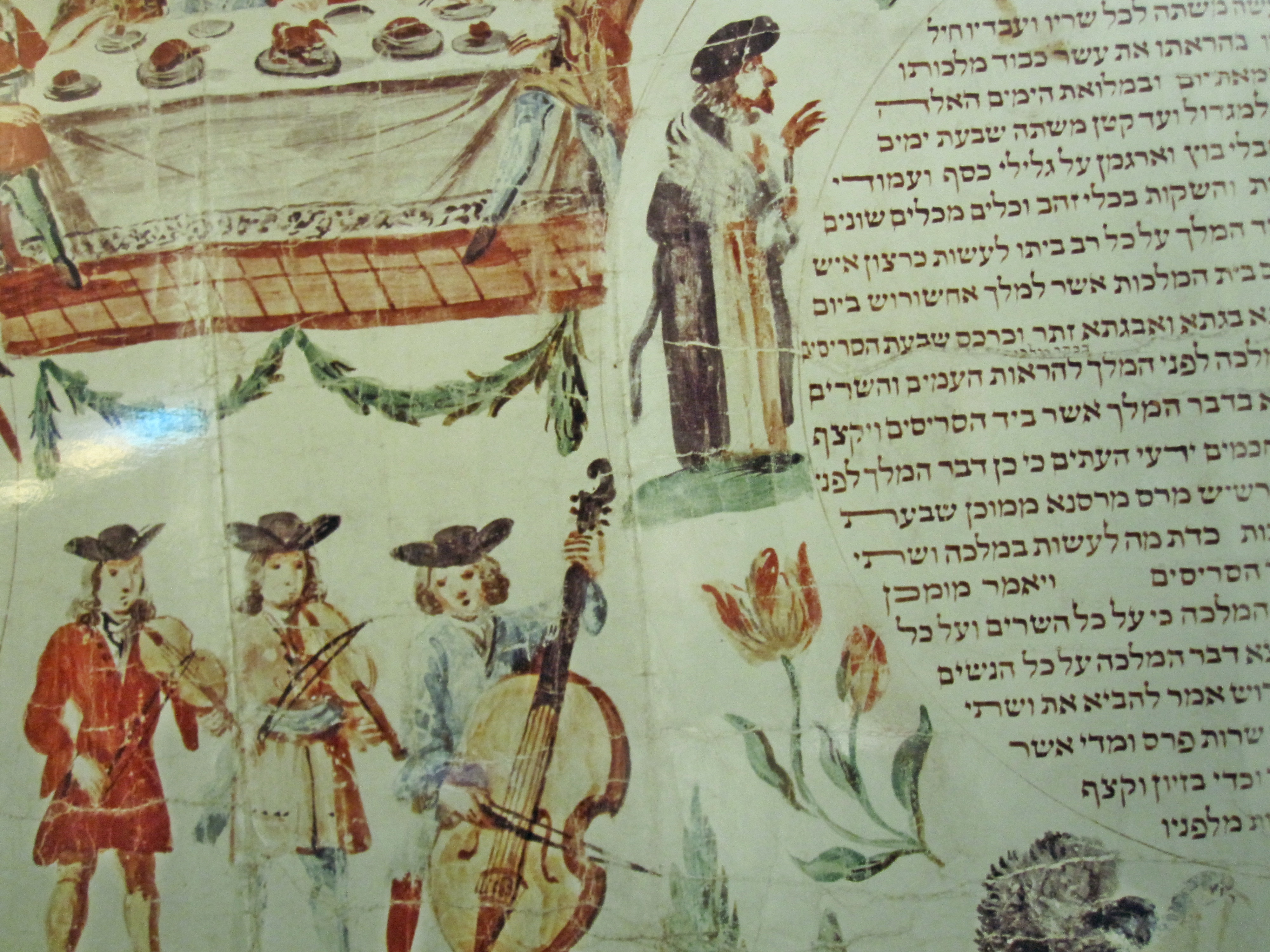
Réplica de Rollo de Esther, Alsacia, 1730 (original preservado en el Museo de Israel, Jerusalén).
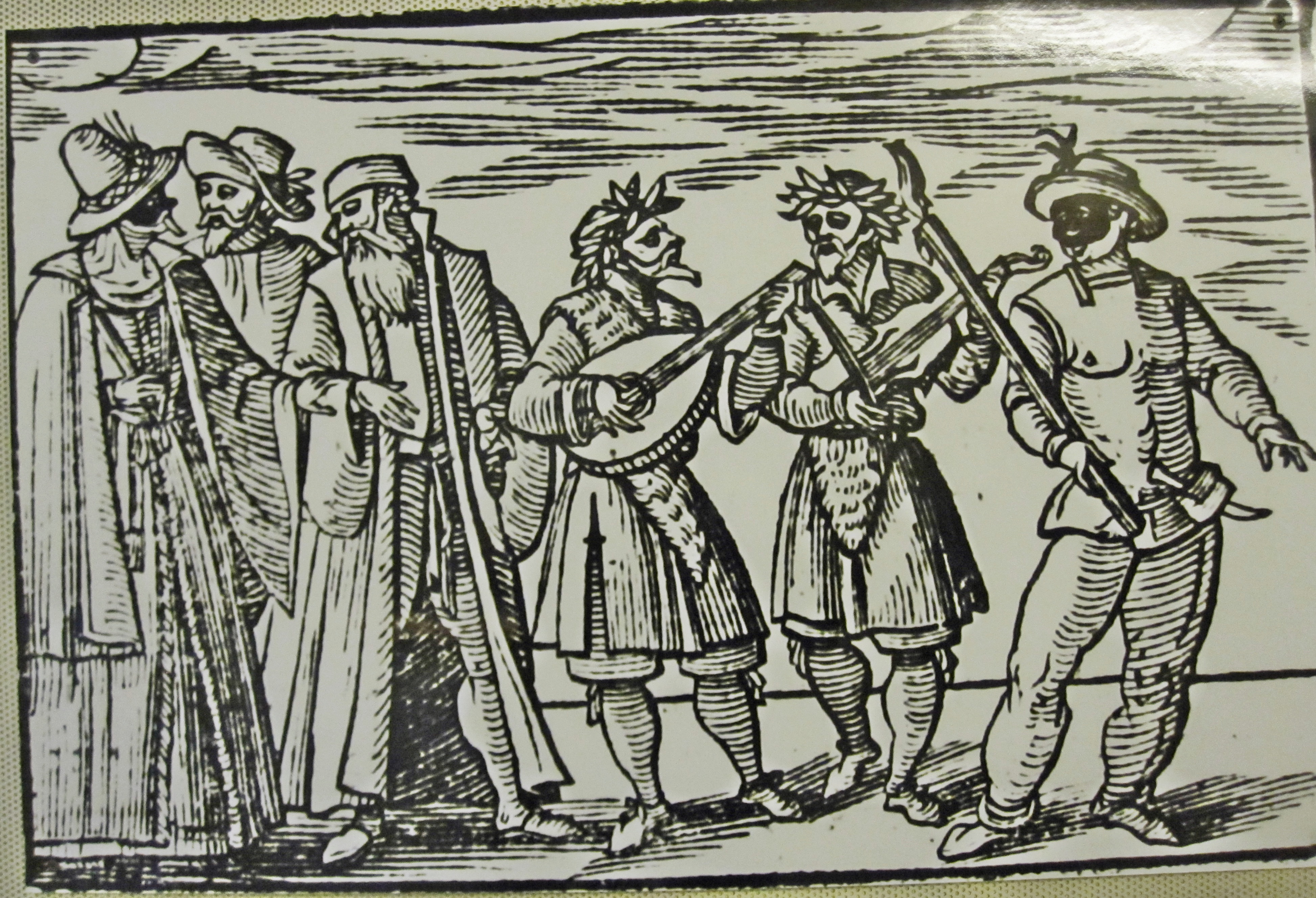
Xilografía dedicada a Purim en el Sefer Minaguím (Libro de Costumbres), Venecia, 1741 (copia de original en la Jewish National and University Library, Jerusalén).
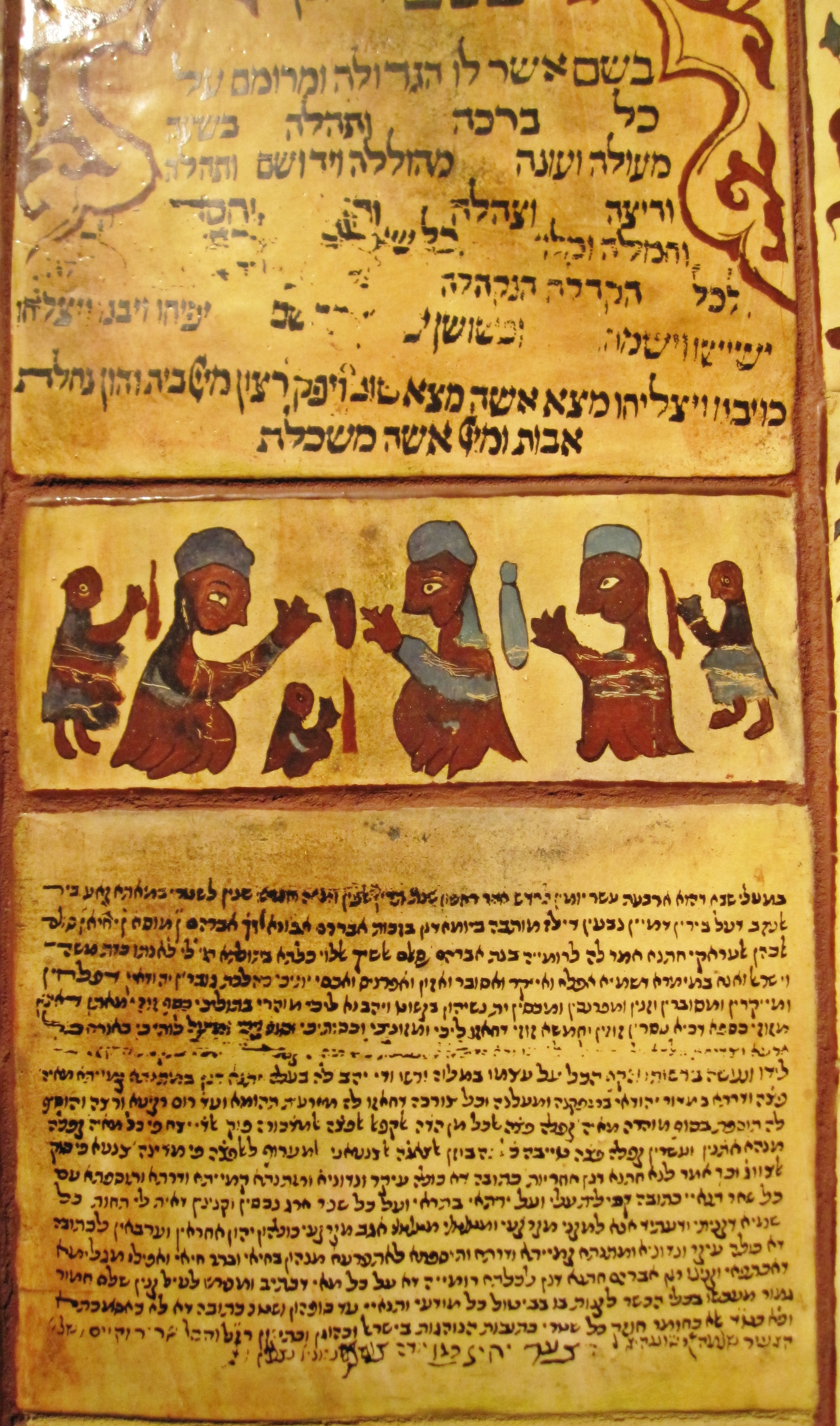
Ketubá (contrato matrimonial hebreo), Sa'ana, Yemén, 1795
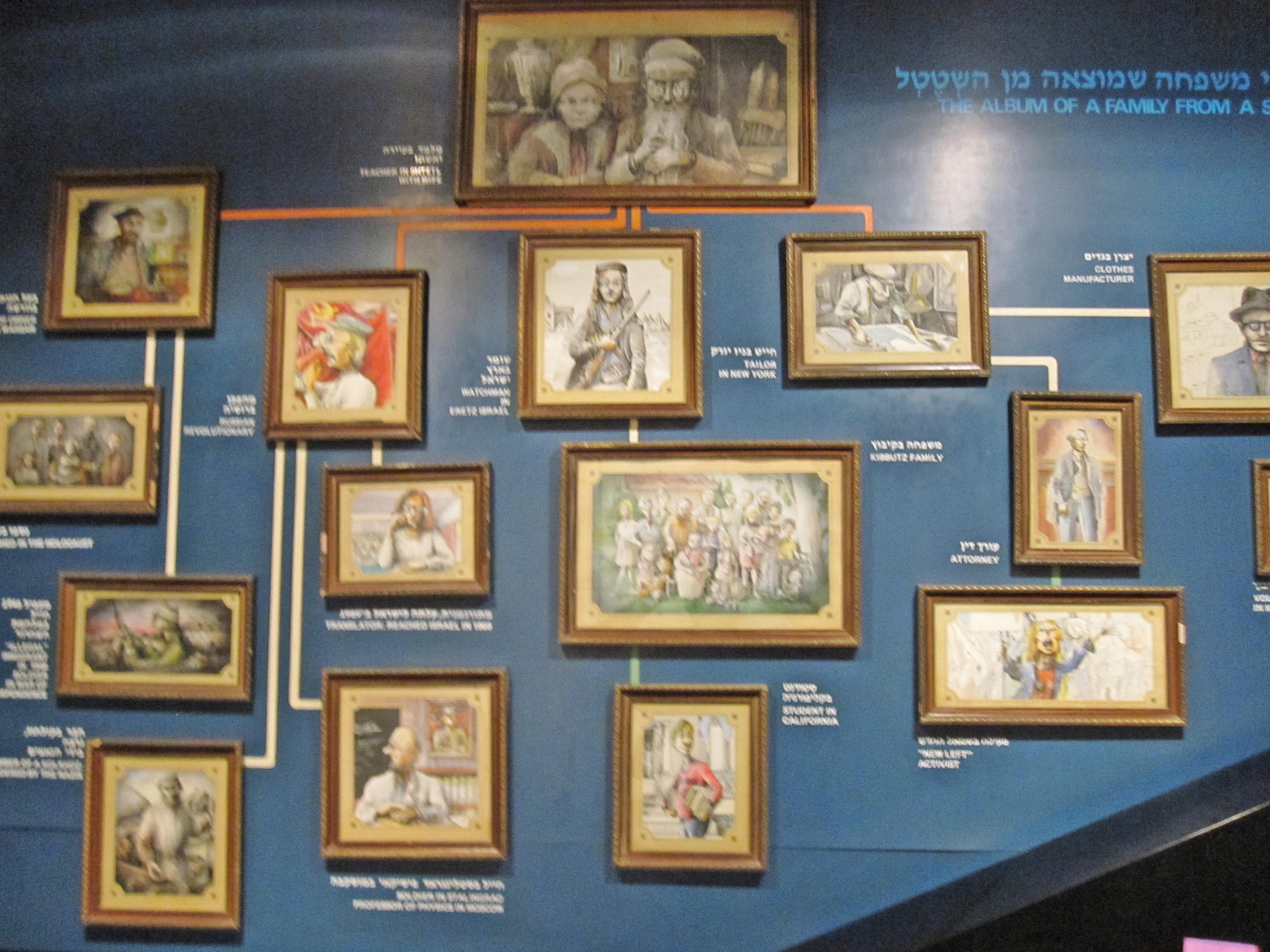
"El álbum de una familia del S[htetl]" (ídish: "puebito" del este europeo, por lo que se trata de una familia askenazí).
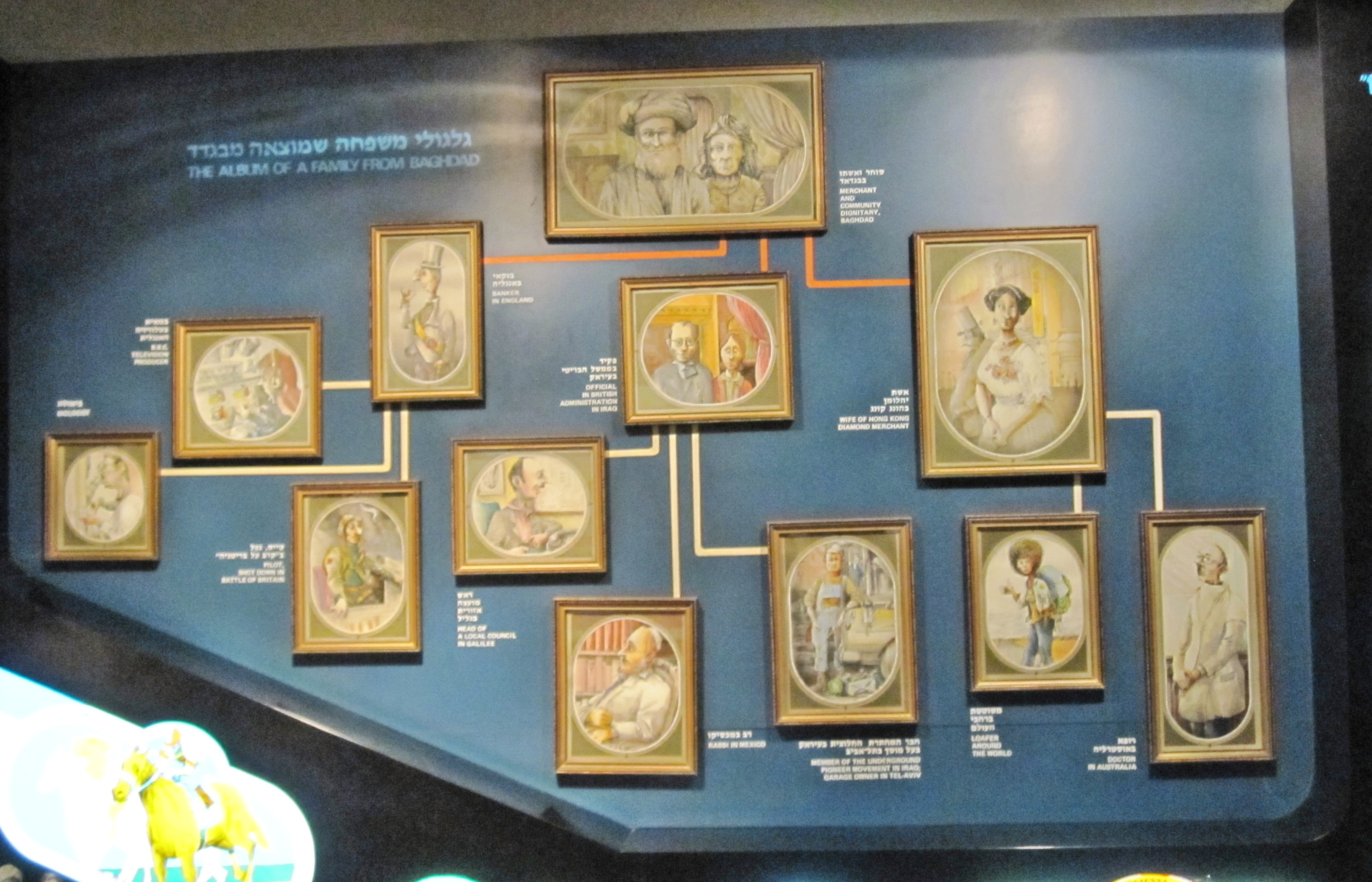
"El álbum de una familia de Bagdad"
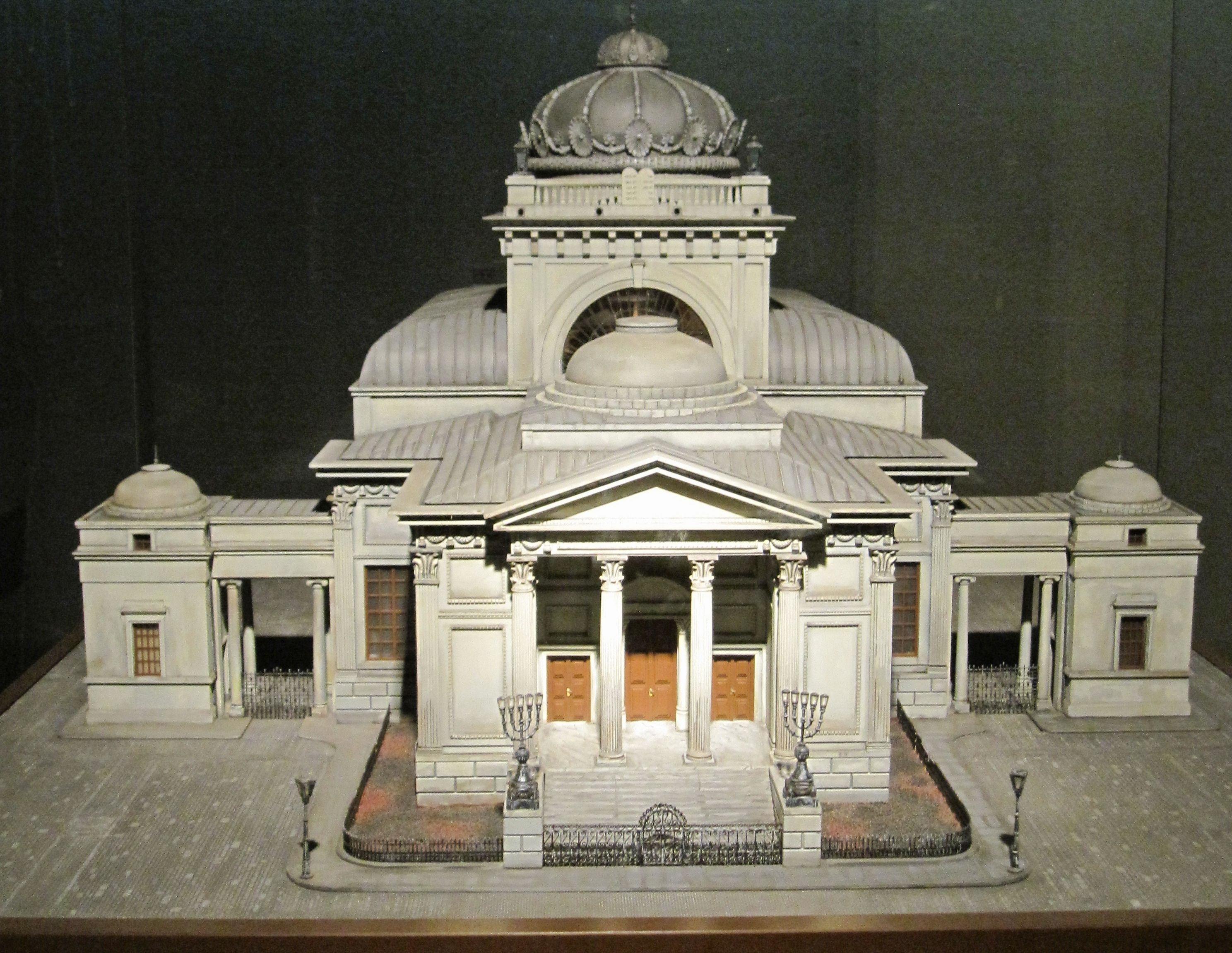
Modelo de la Gran Sinagoga de Varsovia, Polonia, 1875 (dinamitada durante el Holocausto).
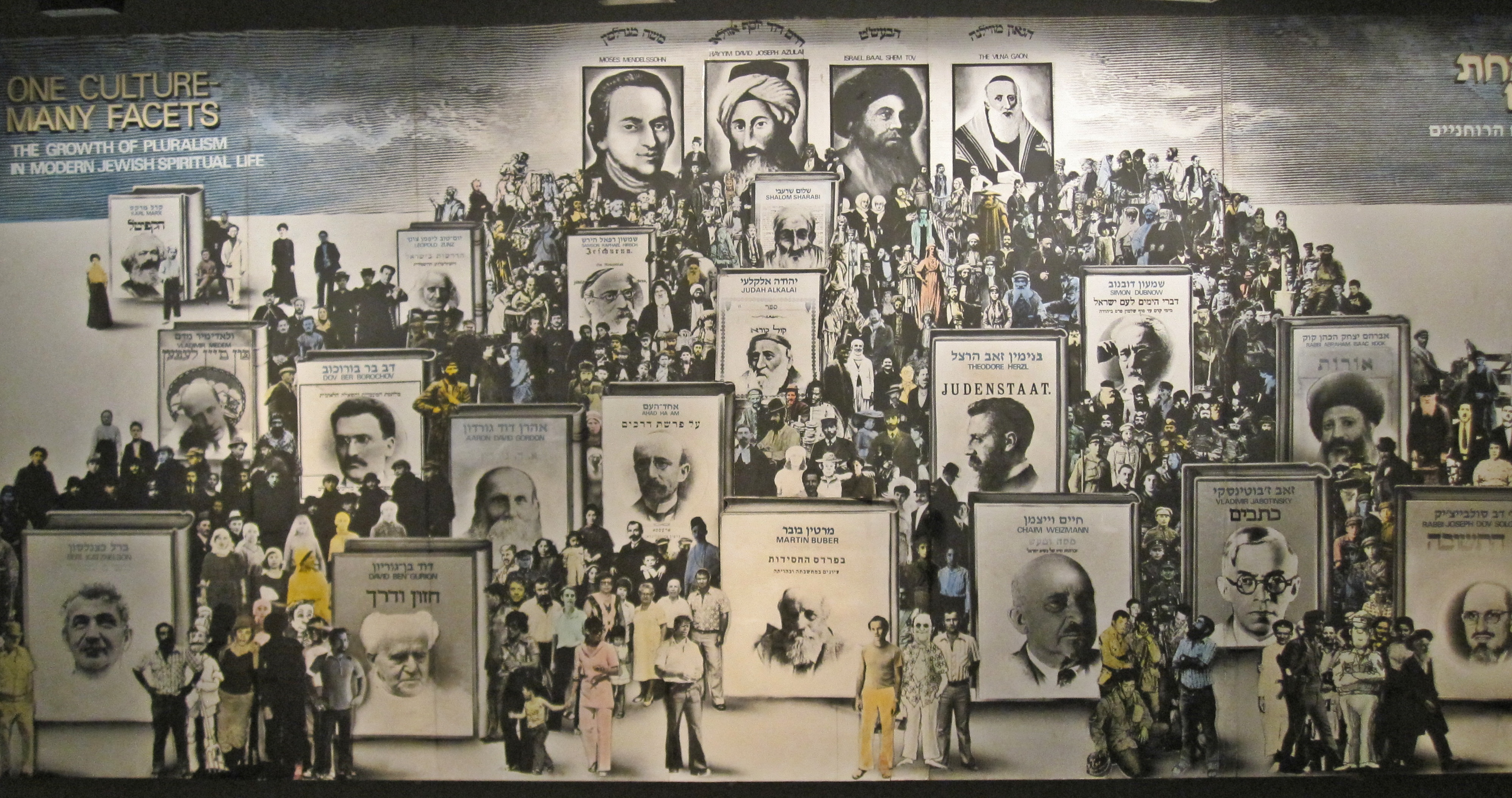
"Una cultura con muchas facetas: crecimiento del pluralismo en la vida espiritual judía moderna"
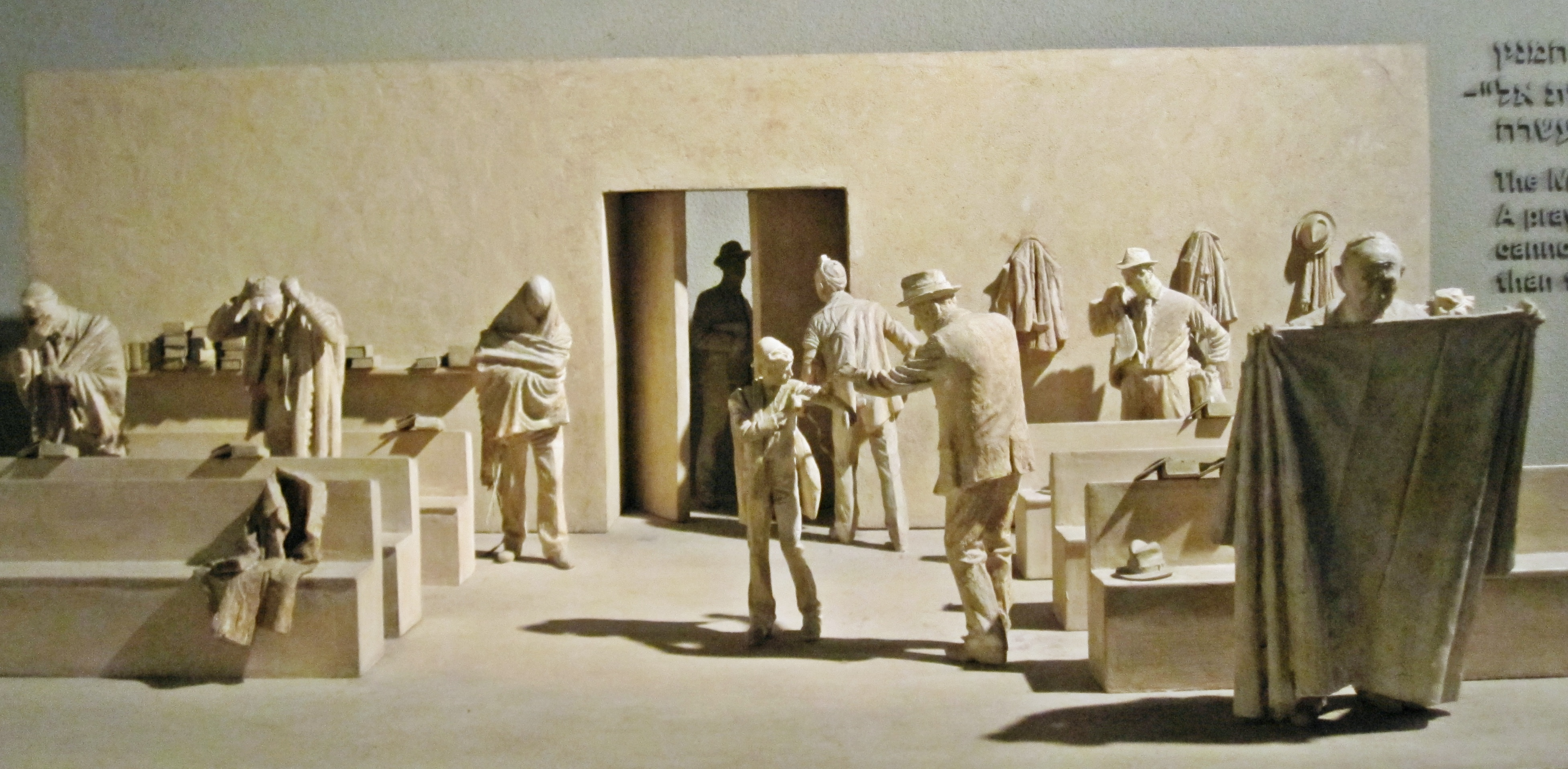
Judíos observantes en una sinagoga, siglo XX

En 1996 Beit Hatfutsot inauguró su sitio oficial en Internet con el propósito de crear un contacto entre las comunidades judías de la Diáspora y aquellas que viven en Israel; el sitio incluye exposiciones virtuales e información acerca de las actividades del museo conjuntamente con diferentes bases de datos.